# Liste von Städten mit Stadtmauer
Diese Liste der Städte mit Stadtmauer bietet eine Übersicht über Orte und Städte, die eine vollständige oder in nennenswerten Teilen erhaltene historische Stadtmauer besitzen.

## Deutschland

### Baden-Württemberg
- Aach (überwiegend erhalten)

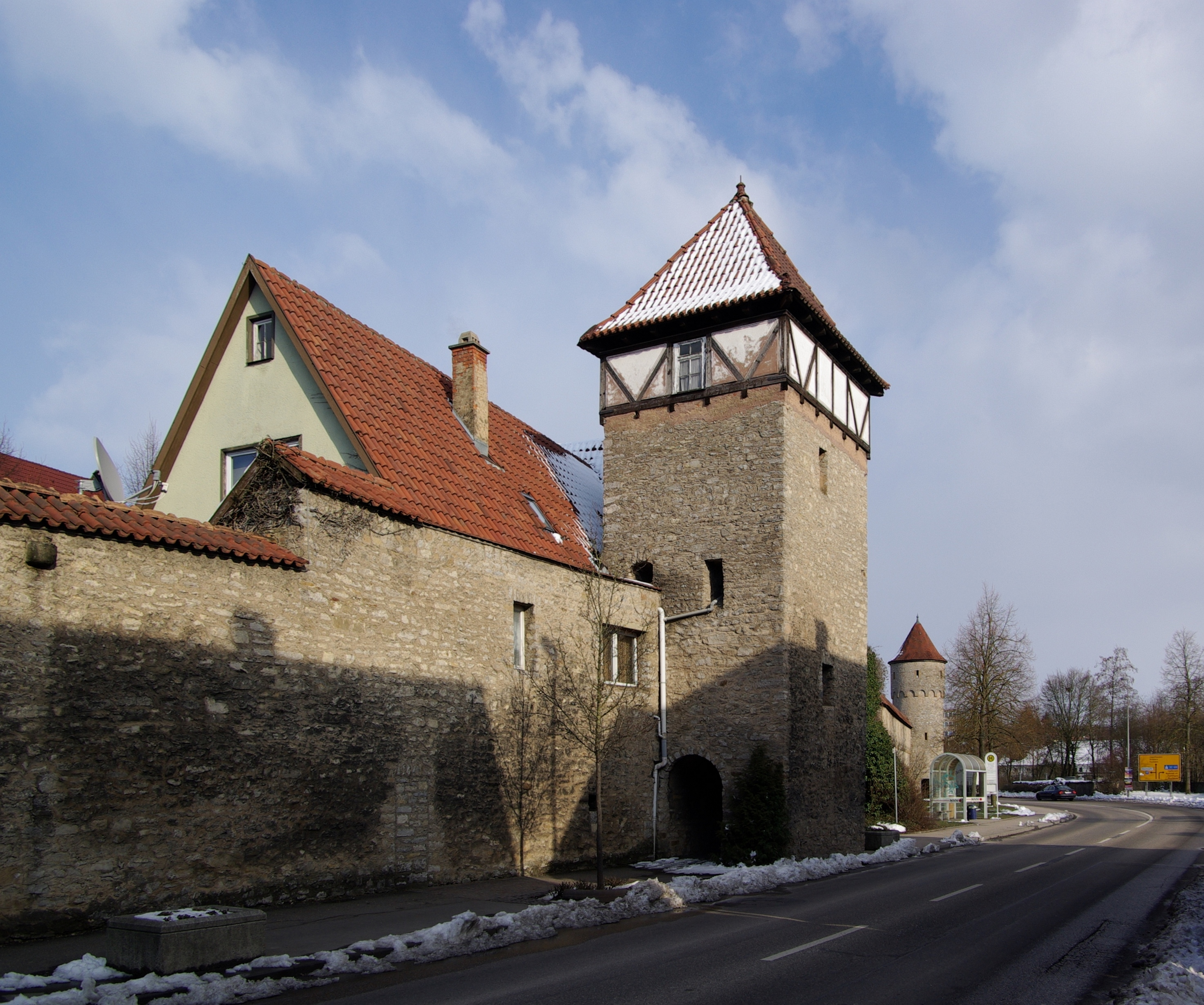
Möckmühl

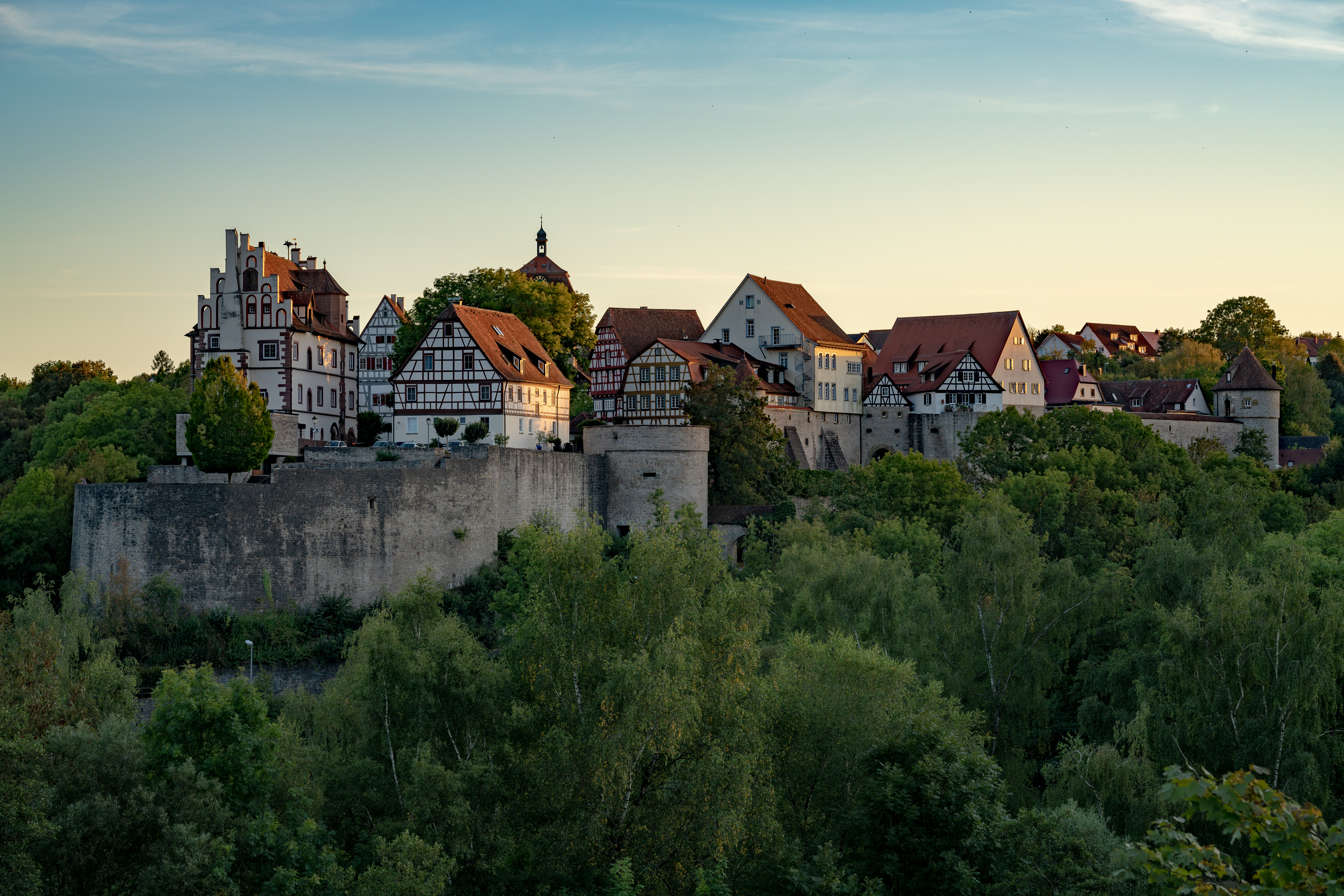
Vellberg

- Bad Wimpfen (Stadtteil Bad Wimpfen am Berg, teilweise erhalten)
- Baden-Baden (Ortsteil Steinbach, ein Großteil der Ringmauer aus dem 13. Jahrhundert erhalten)
- Balingen (ein Turm, verschiedene Mauerreste)
- Biberach an der Riß (teilweise)
- Esslingen am Neckar (als „Burg“ bezeichnete vorgelagerte Befestigungsanlage, außerdem geringe Reste als Außenmauern von Häusern und drei Tortürme)
- Ettlingen (kleinere Teile sowie ein Turm (Lauerturm) erhalten)
- Gengenbach (Schwedenturm, Obertor, Kinzigtor und Niggelturm)
- Gernsbach (Größere Teile und zwei Türme erhalten. Zum einen der Storchenturm sowie der heutige Kirchturm der katholischen Kirche zu Unserer Lieben Frau. Im Bereich der Hauptstraße 6 trat nach Abbruch eines Gebäudes ein weiteres Teilstück von ca. 40 Meter Länge zutage. Hier entsteht inmitten der Altstadt eine Grünanlage.)
- Herrenberg (13. Jahrhundert; 1126 m, etwa 620 m erhalten (restauriert); mit Zinnen und Schießscharten, am Berg einfache Mauer (vollständig erhalten), in der Ebene zusätzlich Graben, Zwinger, Geschützrondelle (nur noch einfache Mauer in Teilen erhalten; 3 Haupttore (nicht erhalten) als Doppeltor mit Zugbrücke und Turm, 2 Nebentore als Turm (1 erhalten); 3 Türme (nicht erhalten)))
- Isny im Allgäu (große Teile erhalten)
- Konstanz (Reste der Stadtmauer sind noch an der unteren Laube, am Schnetztor und entlang der Bodanstraße zu sehen)
- Kuppenheim (teilweise erhalten)
- Ladenburg (teilweise erhalten)
- Lauffen am Neckar
- Marbach am Neckar (überwiegend erhalten, u. a. der mächtige Torturm)
- Markdorf (geringe Teile erhalten, zwei Tore, ein Turm)
- Meersburg (Unterstadttor, Obertor)
- Möckmühl (große Teile erhalten und restauriert)
- Murrhardt (teilweise erhalten)
- Nürtingen (große Teile erhalten)
- Pfullendorf (wenige Teile erhalten, ein  Tor, zwei Türme)
- Radolfzell am Bodensee (wenige Teile erhalten, drei Türme)
- Ravensburg (Mauer teilweise, Türme und Tore fast vollständig erhalten)
- Reutlingen (geringe Teile erhalten, zwei Tore, drei Türme)
- Riedlingen (größere Teile erhalten, drei Türme)
- Rottweil (größere Teile erhalten, ein Tor, ein Turm)
- Schorndorf (teilweise erhalten)
- Schwäbisch Gmünd (6 von ursprünglich 24 Türme sind vollständig erhalten, die Stadtmauer teilweise von 1350, der Rinderbacher Torturm ist ein Zeuge vom Schmalkaldischen Krieg 1546)
- Schwäbisch Hall (Die äußere Stadtmauer ist abschnittsweise erhalten am Schiedgraben/Zwinger mit Langenfelder (vulgo Crailsheimer) Tor, am Langen Graben, westlich der Gelbinger Gasse mit Josenturm und überbautem Mühlenbollwerk, nördlich und westlich der Weiler Vorstadt mit Weilertor, am Hirschgraben ist sie teilrestauriert. Einige weitere Außentürme sind erhalten, andere überbaut, der Pulverturm ist ruinös. Ein überbauter Kernstadtmauerrest steht Am Säumarkt. Von der schwächeren inneren Befestigungslinie gegen den stadtquerenden Fluss Kocher ist rechtsseitig die Mühlgrabenmauer, das Sulfertor, die Haalmauer, der Diebsturm; linksseitig der Rotestegturm, die das Hochufer stützende Mauer an der Mauerstraße erhalten.)
- Tauberbischofsheim (teilweise erhalten)
- Überlingen (große Teile erhalten)
- Ulm (donauseitig erhalten)
- Vellberg (vollständig erhalten)
- Villingen-Schwenningen (Stadtteil Villingen, mit Ausnahme von einem Tor fast vollständig erhalten)
- Wangen im Allgäu (teilweise)
- Waiblingen (größere Teile erhalten, ein Tor, ein Turm, siehe Stadtmauer (Waiblingen))
- Weil der Stadt (größere Teile erhalten)
- Weinheim (teilweise erhalten)
- Weinsberg (teilweise erhalten)

### Bayern

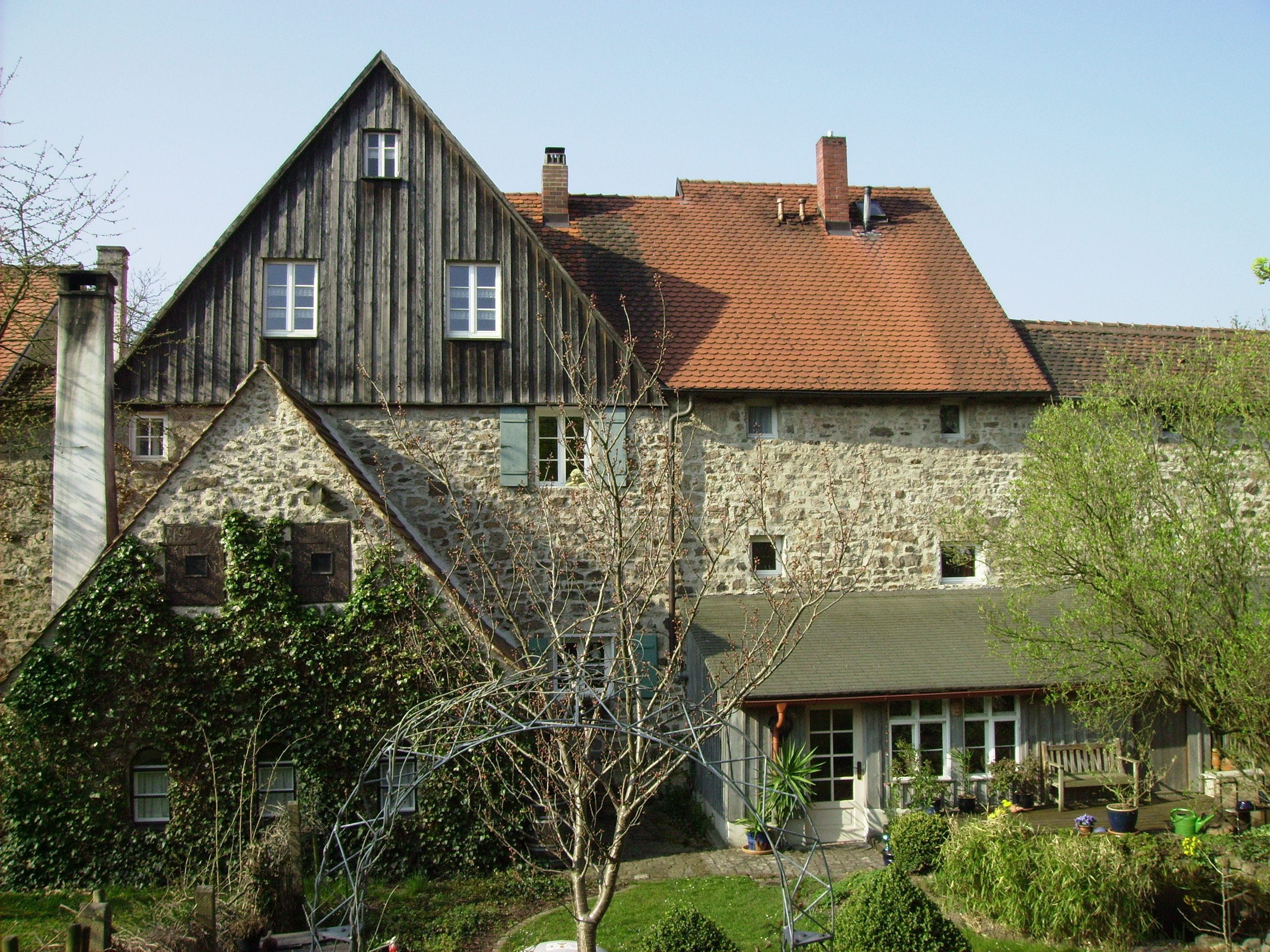
Stadtmauer Feuchtwangen mit Überbauung, NO-Seite

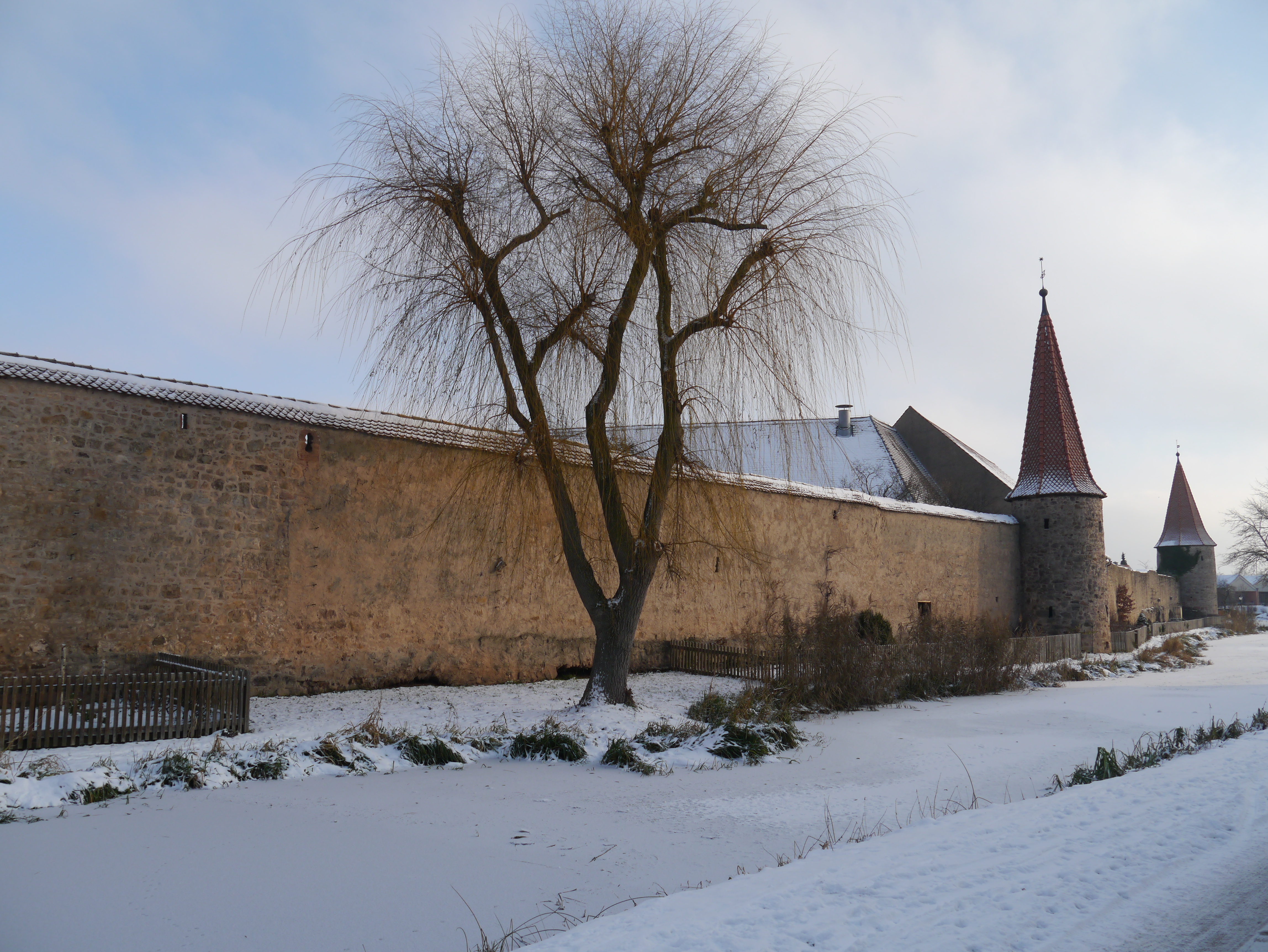
Stadtmauerpartie in Merkendorf

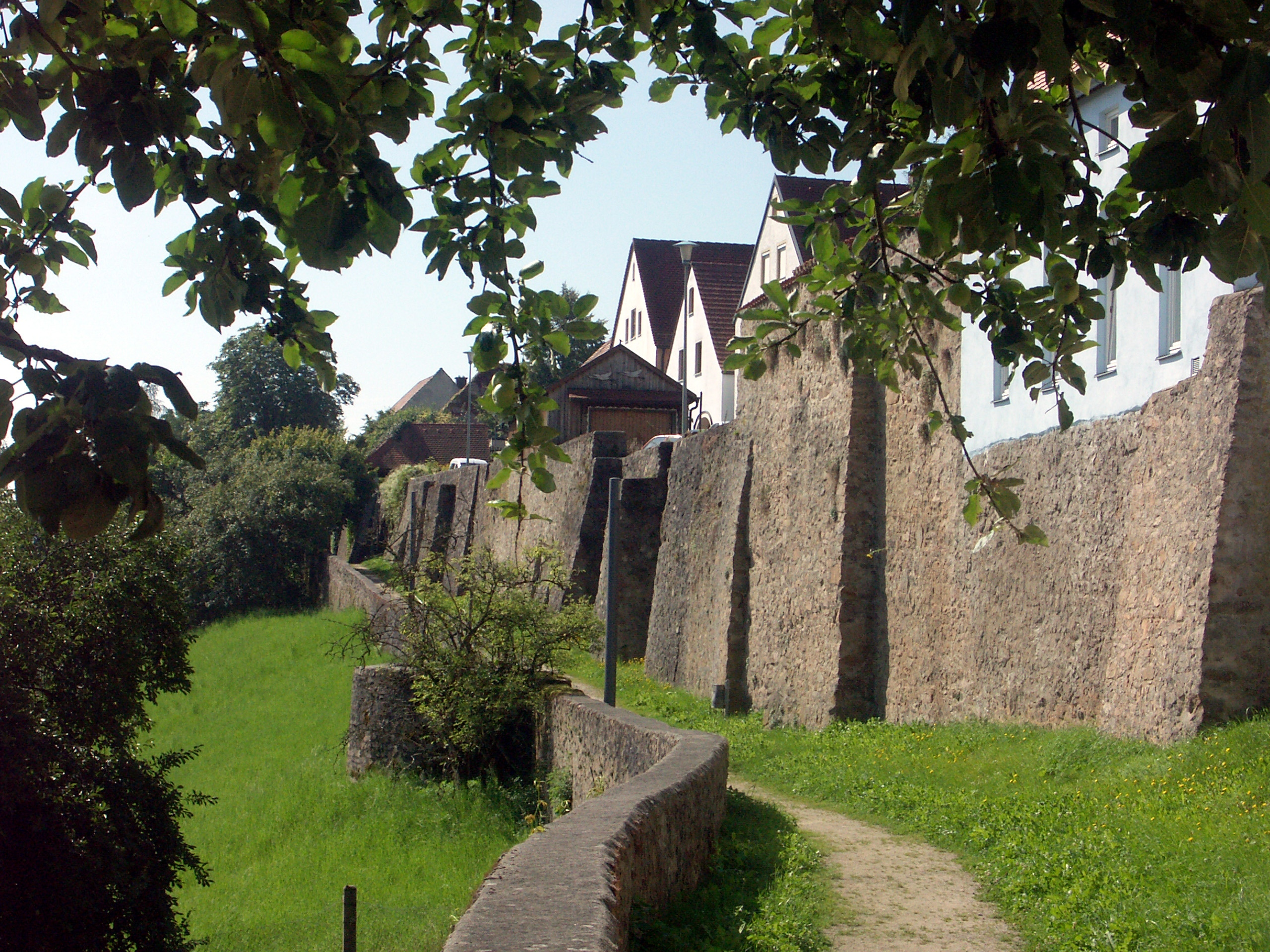
Nabburg, Stadtmauer

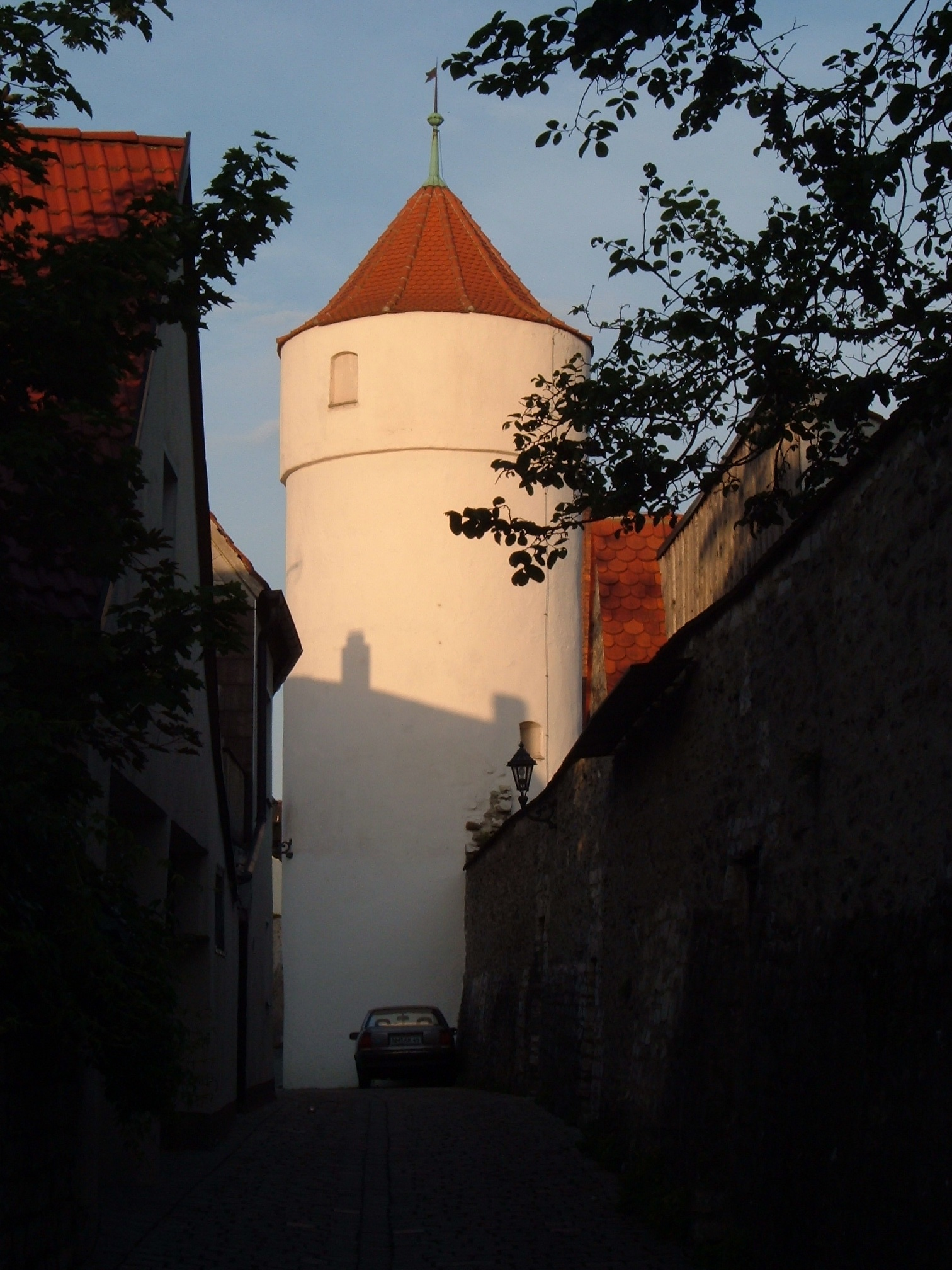
Neumarkt in der Oberpfalz: Stadtmauer mit Pulverturm

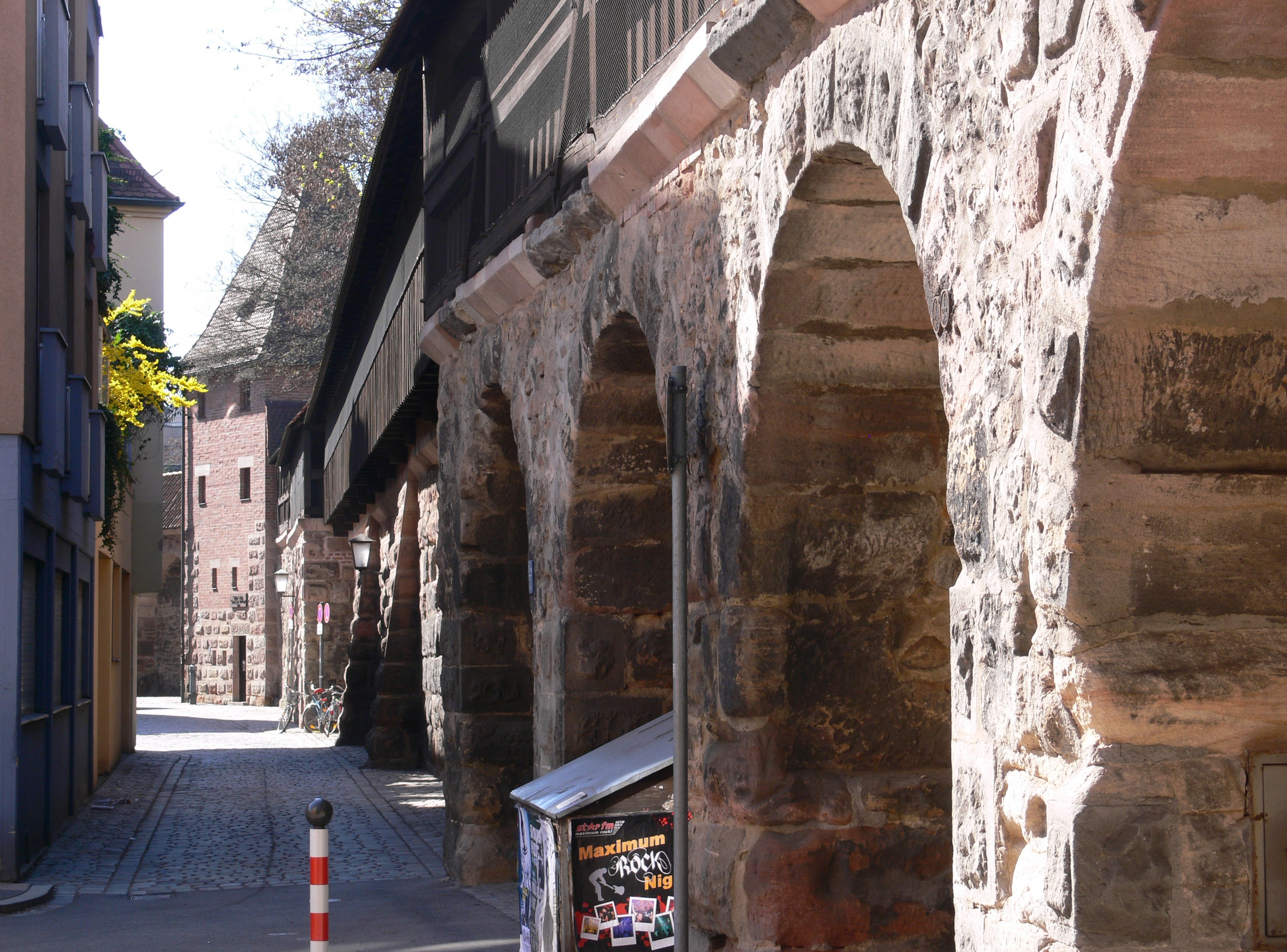
Die Nürnberger Stadtmauer stellt die einzige erhaltene Großstadtbefestigung Deutschlands dar.

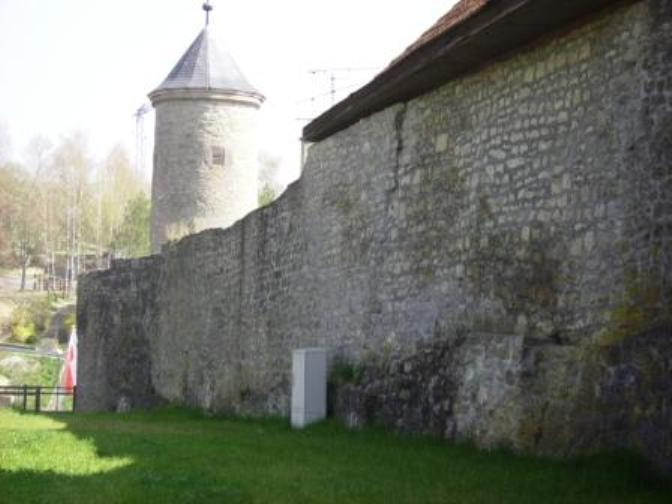
Stadtmauer Röttingen mit Schneckenturm

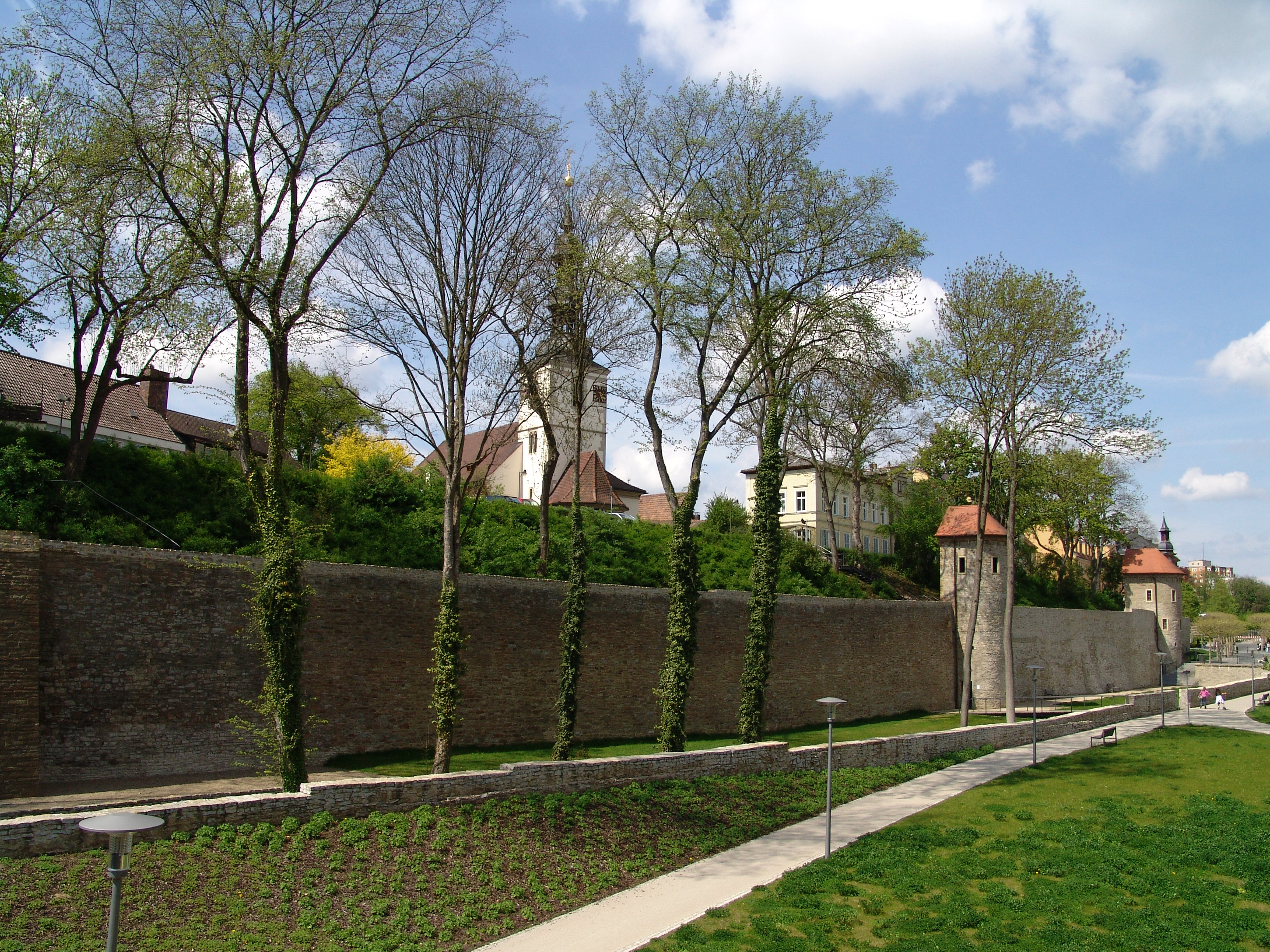
Schweinfurt, Stadtmauer am ehemaligen Burgenviertel Zürch

- Abensberg (größere Teile erhalten, zwei von drei Toren abgegangen, siehe Stadtbefestigung Abensberg)
- Amberg (nahezu vollständig mit Stadtgraben, Wehrgängen und Stadttoren, Wehrbauten über den Fluss)
- Aschaffenburg (teilweise erhalten, insbesondere Mauer- und Turmreste im Schöntal, Theoderichstor am Main sowie Herstallturm)
- Aub (nahezu vollständig erhalten, ein Tor abgegangen)
- Augsburg (größere Teile erhalten)
- Bad Neustadt an der Saale (überwiegend erhalten)
- Bad Reichenhall (von der Bad Reichenhaller Stadtmauer sind viele Mauerteile, die Burg Gruttenstein, der Pulverturm und der Peter-und-Paul-Turm erhalten, der Rest fiel dem Stadtbrand 1834 sowie der Bombardierung 1945 zum Opfer)
- Bad Rodach (an der Nordseite große Teile erhalten, ein Torturm)
- Berching (vollständig mit Wehrgang, Vorstadtbefestigung überwiegend erhalten)
- Burglengenfeld (teilweise erhalten)
- Creußen (vollständig erhalten mit drei Wehrtürmen, einem Wehrgang und zwei Toren)
- Dettelbach (1484, größtenteils erhalten, 36 Türme, zwei von ehemals fünf Toren)
- Dinkelsbühl (nahezu vollständig erhalten mit allen vier Toren, bis auf wenige Meter sind die Wehrgänge abgegangen)
- Dollnstein (überwiegend erhalten)
- Donauwörth (große Teile erhalten)
- Ebern (große Teile erhalten, meistens verbaut, ein Torturm)
- Eibelstadt (nahezu vollständig)
- Eichstätt (große Teile erhalten)
- Erding (stückweise erhalten)
- Erlangen (geringe Mauerreste)
- Feuchtwangen (große Teile erhalten, dazu ein Stadttor von dreien, Reste des Wehrgangs)
- Fladungen (überwiegend erhalten, Tore abgegangen)
- Forchheim, Oberfranken (Bastionärbefestigung auf längeren Strecken erhalten)
- Frickenhausen am Main (überwiegend erhalten, vier Tore)
- Füssen
- Gerolzhofen (zwei Befestigungsringe, große Teile der äußeren Befestigung erhalten, Tore abgegangen)
- Gräfenberg (erhalten sind drei Tore sowie einige Teilstücke des Mauerringes)
- Greding (überwiegend erhalten)
- Großostheim (teilweise erhalten)
- Heidingsfeld (Stadt Würzburg) (nahezu vollständig)
- Hilpoltstein (Stadtmauer aus dem 13. Jahrhundert größtenteils erhalten, letzter Befestigungsturm: Döderleinsturm)
- Höchstadt an der Aisch (teilweise erhalten, ein Stadttor vorhanden)
- Ingolstadt (überwiegend erhalten)
- Iphofen (nahezu vollständig, geschlossener Mauerring, alle vier Tore)
- Karlstadt (überwiegend erhalten, Mauerabschnitte am Main, Zwingerbereiche in Norden und Osten)
- Kaufbeuren (große Teile erhalten)
- Kitzingen (teilweise erhalten)
- Kitzingen–Etwashausen (teilweise erhalten)
- Kronach (nahezu vollständig)
- Kulmbach (teilweise), Stadtmauer ist im Norden, Osten und Süden der Altstadt erhalten. Sechs Türme und Reste des Spitaltores stehen noch entlang der alten Mauern: Weißer Turm, Schalenturm am Spitaltor, Roter Turm, Heilingschwertturm, Fronvesteturm und Schalenturm an der Fronveste.
- Langenzenn (Türme und Mauerreste teilweise wieder rekonstruiert)
- Landsberg am Lech (nahezu vollständig)
- Landshut (stückweise erhalten)
- Lindau (große Teile erhalten)
- Lohr am Main (Reste erhalten)
- Mainbernheim (15. Jh., überwiegend erhalten)
- Marktbreit (Teilweise mit Häusern bebaut, viele Rundtürme. Rundweg)
- Mellrichstadt (große Teile erhalten, Tore abgegangen)
- Memmingen, siehe Memminger Befestigungsanlagen
- Merkendorf (vollständig), siehe Stadtbefestigung Merkendorf
- Mindelheim, (große Teile erhalten)
- München (von der Münchner Stadtbefestigung ist nur ein kurzes Teilstück der zweiten Stadtmauer am ehemaligen Jungfernturm erhalten, von den Toren der ersten Stadtmauer existiert nur noch das Talburgtor als Rathausturm des Alten Rathauses, von den Toren der äußeren Stadtmauer ist das Isartor noch vollständig erhalten, vom Sendlinger Tor und Neuhauser Tor stehen nur noch die Vortore (Barbakane).)
- Münnerstadt (große Teile erhalten)
- Nabburg (überwiegend erhalten)
- Neuburg an der Donau (nahezu vollständig)
- Neumarkt in der Oberpfalz (Mauer mit Graben teilweise erhalten, ebenso Pulverturm, Schuldturm und Gimplturm mit Klostertor, das Untere Tor wurde 1989 wieder aufgebaut)
- Neunkirchen am Brand (teilweise erhalten)
- Nördlingen (vollständig erhalten, Wehrgang auf ca. 3 km komplett begehbar, mit Stadtmauermuseum, siehe Nördlinger Stadtmauer)
- Nürnberg (überwiegend erhalten, einzige erhaltene Großstadtbefestigung Deutschlands, siehe Stadtmauer (Nürnberg))
- Ochsenfurt (überwiegend erhalten)
- Ornbau (nahezu vollständig)
- Pappenheim (überwiegend erhalten)
- Passau (teilweise erhalten)
- Prichsenstadt (mehrere Tore)
- Regensburg Reste der Mauer des römischen Legionslagers Castra Regina mit dem Nordtor Porta Praetoria. Reste der Stadtmauer des 10. Jahrhunderts und Reste der nach 1300 angelegten mittelalterlichen Stadtbefestigungsanlagen mit teilweise erhaltener Stadtmauer  und einigen Wehrtürmen, dem komplett erhaltenen Ostentor und dem umgestalteten Jakobstor.
- Röttingen (überwiegend erhalten, sieben Türme)
- Rothenburg ob der Tauber (nahezu vollständig, im Zweiten Weltkrieg große Schäden, die aber behoben wurden)
- Schongau (nahezu vollständig)
- Schrobenhausen (nahezu vollständig)
- Schwandorf (teilweise erhalten)
- Schweinfurt (teilweise erhalten)
- Seßlach (nahezu vollständig)
- Sommerach (teilweise erhalten, zwei Tortürme)
- Sommerhausen (nahezu vollständig)
- Sulzfeld am Main (nahezu vollständig, mit vielen Türmen, von denen einige zu Wohntürmen ausgebaut wurden)
- Volkach (teilweise erhalten, zwei Tortürme der Renaissance)
- Weißenburg in Bayern (überwiegend erhalten)
- Wemding (große Teile erhalten)
- Wörth am Main (bis 2001 zum Hochwasserschutz ertüchtigte flussseitige Stadtmauer)
- Wolframs-Eschenbach (nahezu vollständig)
- Würzburg (Bastionärbefestigung teilweise erhalten)
- Zeil am Main (mainseitige Stadtmauer erhalten)

### Berlin
- Spandau (gut 57 Meter lange Partie mit Schalenturm am Kolk)

### Brandenburg
- Altlandsberg (weitgehend erhaltene Feldsteinmauer mit Berliner und Strausberger Torturm)
- Angermünde (Teile im Süden und Osten erhalten, Pulverturm, in der Nordwestecke ehemalige Burganlage einbezogen)
- Beeskow (nahezu vollständig, davon überwiegend Originalteile)
- Bernau bei Berlin (große Teile der Feld- und Backsteinmauer erhalten, Weichhäuser, Steintor, Hungerturm, Pulverturm)
- Brandenburg an der Havel, siehe: Brandenburger Stadtmauer
- Cottbus (teilweise)
- Dahme/Mark (große Teile der Mauer aus Feld- und Raseneisenstein erhalten, Vogelturm neben dem ehemaligen Jüterboger Tor)
- Fürstenwerder (große Teile der Feldsteinmauer mit Weichhäusern und dem Woldegker und Berliner Tor erhalten)
- Gartz (Oder) (Reste im Norden und Westen des ehemaligen Stadtkerns erhalten, drei Wachtürme, Stettiner Tor)
- Gransee (große Teile erhalten, Ruppiner Torturm, Pulverturm, zahlreiche Weichhäuser)
- Jüterbog, siehe: Stadtbefestigung Jüterbog
- Kyritz (Reste der Backsteinmauer im Osten und Süden erhalten)
- Lübben (Spreewald) (Reste der Backsteinmauer im Süden und Westen erhalten, Weichhaus mit Blendenschmuck, Rundturm)
- Luckau (große Teile erhalten)
- Lychen (Feldsteinmauer im Bereich der ehemaligen Stadttore erhalten)
- Müncheberg (nahezu vollständig erhaltene Feldsteinmauer mit Türmen und Weichhäusern, Berliner und Küstriner Torturm)
- Neuruppin (überwiegend erhalten, teilweise mittelalterliche Stadtbefestigung, teilweise Akzisemauer aus späterer Zeit)
- Prenzlau (große Teile erhalten)
- Strausberg (teilweise)
- Templin (mit Ausnahme weniger Durchbrüche vollständig erhalten, Weichhäuser, Türme, drei repräsentative Stadttore)
- Wittstock/Dosse (fast geschlossen erhalten, Feld- und Backsteinmauer mit Weichhäusern, Reste des Gröper Tors im Norden)

### Hessen
- Alsfeld (geringe Reste, Gefangenenturm ist erhalten)
- Amöneburg (nahezu vollständig erhalten bis auf die Tore)
- Babenhausen (größere Partien erhalten, Hexenturm)
- Bad Camberg (teilweise, 2 Tortürme)
- Bad Sooden-Allendorf
- Bad Wildungen (überwiegend erhalten, 2 Wehrtürme)
- Büdingen (nahezu vollständig)
- Butzbach (teilweise erhalten in voller Höhe einschließlich überdachtem Wehrgang, an der Markuskirche mit sog. Hexenturm, in der Mauerstraße mit Schwibbogenhäusern aus dem 18. Jahrhundert)
- Darmstadt (teilweise)
- Dreieichenhain (Stadt Dreieich) (überwiegend erhalten)
- Eschwege (teilweise erhalten)
- Frankfurt am Main (Frankfurter Stadtbefestigung, Staufenmauer, teilweise)
- Frankfurt-Höchst (Mainfront, teilweise)
- Fritzlar (überwiegend erhalten, mit Türmen; Stadttorbefestigungen abgebrochen)
- Fulda (teilweise erhalten, drei Stadttore: Paulustor (in der Nähe des Doms), Heertor (beim Busbahnhof), Peterstor (nahe der Alten Universität). Vier Stadtmauertürme: Hexenturm (in der Nähe des Doms), Pulverturm (Königstraße in der Altstadt), Bierturm (nahe Parkhaus „Altstadt“), Spillingsturm (im Hof der Sparkasse „Rabanusstraße“). Stadtmauerteile: in der Umgebung des Domes, beim Parkhaus „Altstadt“, bei der Alten Universität und um den Busbahnhof) und außerhalb der Stadtmauer fünf Wachtürme: Lüdermünderturm (Lüdermünd), Edelsturm (Kämmerzell), Rauschenbergturm (Petersberg), Dicker Turm (Künzell/Pilgerzell), Eichenzellerturm (Eichenzell).
- Gelnhausen (drei Viertel des äußeren Mauerringes mit 4 Stadttoren und 3 Türmen erhalten, vom inneren Mauerring Rest im Stadtbild ersichtlich)
- Grebenstein (große Teile mit mehreren Türmen erhalten)
- Grünberg (Nur Reste erhalten, der Verlauf der Stadtmauer ist im Stadtgrundriss fast lückenlos erkennbar oder aufgrund von Bebauungsgrenzen oder sonstiger Merkmale erschließbar. Diebsturm: Der Diebsturm ist das Wahrzeichen der Stadt Grünberg und wurde um 1300 als Teil der Stadtbefestigung erbaut. Heutzutage beherbergt er eine Ausstellung zur Geschichte der Stadtbefestigung und ist Aussichtsturm. Grünberger Warte (Wartturm, vermutlich 12. Jahrhundert): vorgeschobener Verteidigungsposten vor der alten Stadtmauer. Der rund 11,7 m hohe Turm dient heute als Aussichtsturm.)
- Hanau: Geringe Reste der ehemaligen Festung Hanau erhalten, darunter kurze Abschnitte der Altstadtbefestigung, die Befestigung der Neustadt wurde schon in napoleonischer Zeit geschleift, davon noch erhalten: Nürnberger Tor (Rest, transloziert), Frankfurter Tor.
- Hirschhorn (Neckar) (Reste mit einem Stadttor erhalten)
- Homberg (Efze) (nahezu vollständig)
- Korbach (vollständig erhaltener Doppelmauerring mit Türmen und Toren)
- Lich (größere Teile der Stadtmauer, mehrere Türme)
- Maintal (Stadtteil Hochstadt: Stadtmauer aus dem 14. Jhd. weitgehend erhalten)
- Michelstadt (auf größeren Strecken erhalten, zum Teil in Häusern verbaut)
- Münzenberg  (Die aus Basalt und Bruchstein errichtete Stadtmauer umschloss den Burghügel im Norden, Osten und Süden. Bis heute haben sich zwei runde Schalentürme (Storchenturm und Diebsturm) sowie Mauerzüge westlich der Kirche und östlich der Burg erhalten. Schenkelmauern verbanden sie mit der Burg. Von den drei Stadttoren existiert heute noch die turmartige Altstädter Pforte an der Südseite aus der Zeit um 1300. Die Stadtmauer wurde 2021 in wesentlichen Teilen restauriert.)
- Wanfried (geringe Reste)
- Wehrheim (Reste)
- Wetter (Hessen) (größere Partien vor allem im Süden und im Nordwesten, 2 Türme)
- Wetzlar (teilweise erhalten)
- Wiesbaden (Heidenmauer, 80 Meter erhalten)
- Zwingenberg/Bergstrasse (Im Bereich des Stadtparks gut zu sehen, im Bereich der Oberstadt einzelne Mauerabschnitte, sowie der Aulturm.)

### Mecklenburg-Vorpommern
- Anklam: Stadtmauer Anklam (Teile der Feldsteinmauer mit Pulverturm sowie dem Steintor erhalten)
- Demmin (in Abschnitten; siehe Demminer Stadtbefestigung)
- Dömitz (Festungsmauern der Festung Dömitz)
- Friedland (Feldsteinmauer mit Anklamer und Neubrandenburger Tor, Wiekhaus, Fangelturm)
- Greifswald (in Abschnitten; siehe Greifswalder Befestigungsanlagen)
- Loitz (Reste der Mauer aus Backsteinen mit Feldsteinsockel, Bogen des Steintors)
- Malchin (Reste der Mauer, Steintor, Kalensches Tor, Fangelturm)
- Neubrandenburg (nahezu vollständig; siehe Stadtmauer Neubrandenburg und Neubrandenburger Stadttore)
- Parchim: Siehe Stadtmauer Parchim
- Pasewalk (Teilstücke der Stadtmauer mit Mühlentor, Prenzlauer Tor, dem Turm Kiek in de Mark und  dem Pulverturm erhalten)
- Rostock (große Teile erhalten; siehe Rostocker Stadtbefestigung)
- Sternberg: Siehe Stadtmauer Sternberg
- Stralsund (siehe Stralsunder Stadtbefestigungen)
- Teterow (Reste der Stadtmauer, Rostocker und Malchiner Tor)
- Stadtmauer Wismar
- Wittenburg (Reste der Stadtmauer an der Wallstraße, Hungerturm und Storchenturm erhalten)
- Stadtmauer Woldegk (700 Meter der Feldsteinmauer erhalten)

### Niedersachsen

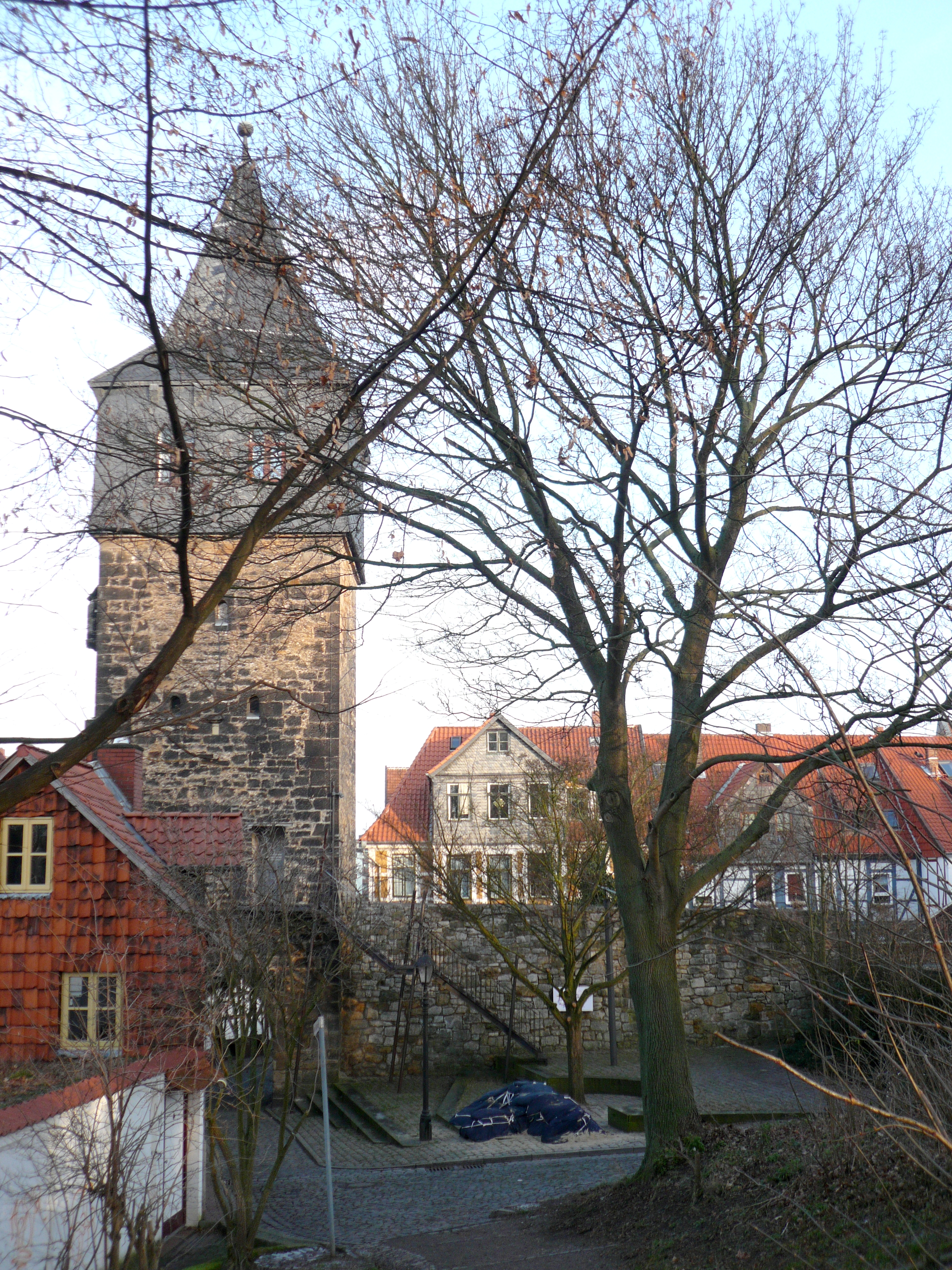
Rest der Stadtmauer in Hildesheim am Kehrwiederturm

- Braunschweig (nur noch ein paar Meter aus dem 15. Jahrhundert)
- Buxtehude (Teile erhalten, darunter ein vollständig erhaltener Zwinger, umlaufender vorgelagerter Stadtgraben)
- Dassel (Teile erhalten)
- Duderstadt (große Teile erhalten, ein Stadttor (Westerturm) vollständig erhalten)
- Einbeck (etwa ein Drittel erhalten, darunter mehrere Türme)
- Goslar (die meisten großen Wehrtürme, das Breite Tor und etwa hundert Meter Mauer noch erhalten)
- Hann. Münden (Teile erhalten)
- Hardegsen (Teile erhalten, darunter ein Turm)
- Helmstedt (Teile mit vorgelagerten Wällen erhalten, ein Stadttor (Hausmannsturm) und drei Türme erhalten)
- Hildesheim (große Teile erhalten, ein Turm vollständig erhalten, drei Türme teilweise erhalten)
- Lüneburg (Teile erhalten)
- Northeim (Teile erhalten)
- Osnabrück (Teile, insbesondere einige Türme erhalten)
- Osterode am Harz (große Teile erhalten)
- Schüttorf (größere Strecken der Stadtmauer an der Mauerstraße im Süden und Westen der Stadt erhalten)
- Stadtoldendorf (Teile erhalten)
- Uelzen (Teile erhalten)

### Nordrhein-Westfalen

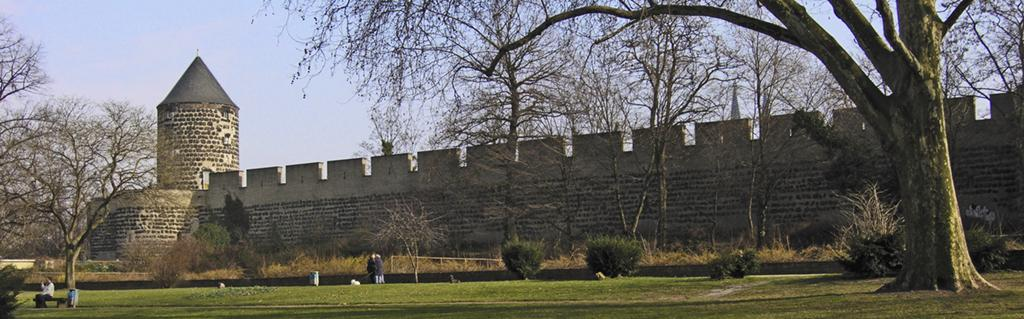
Stadtmauer mit Gereonsmühle in Köln

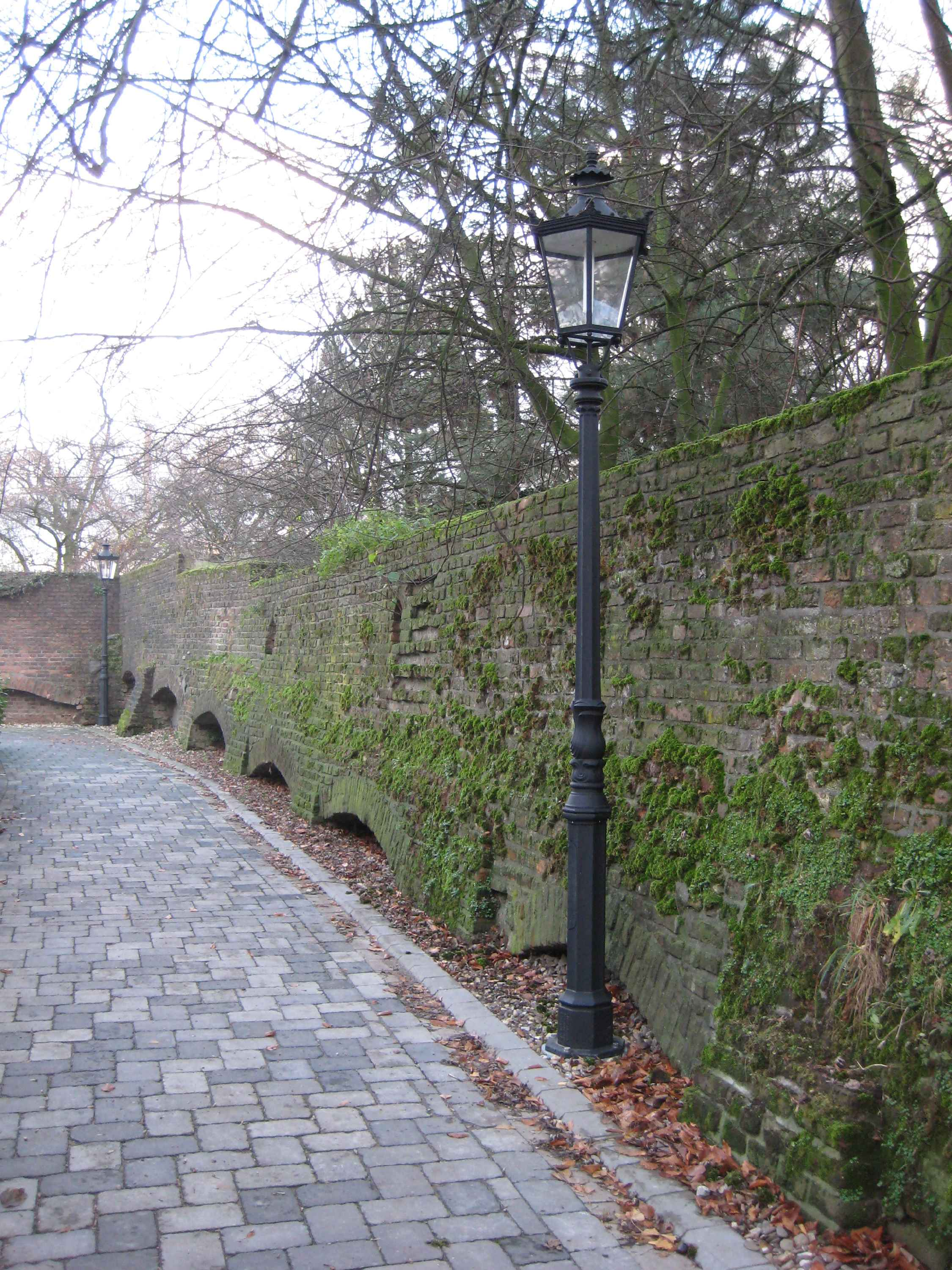
Stadtmauer der Festung Orsoy (Stadt Rheinberg)

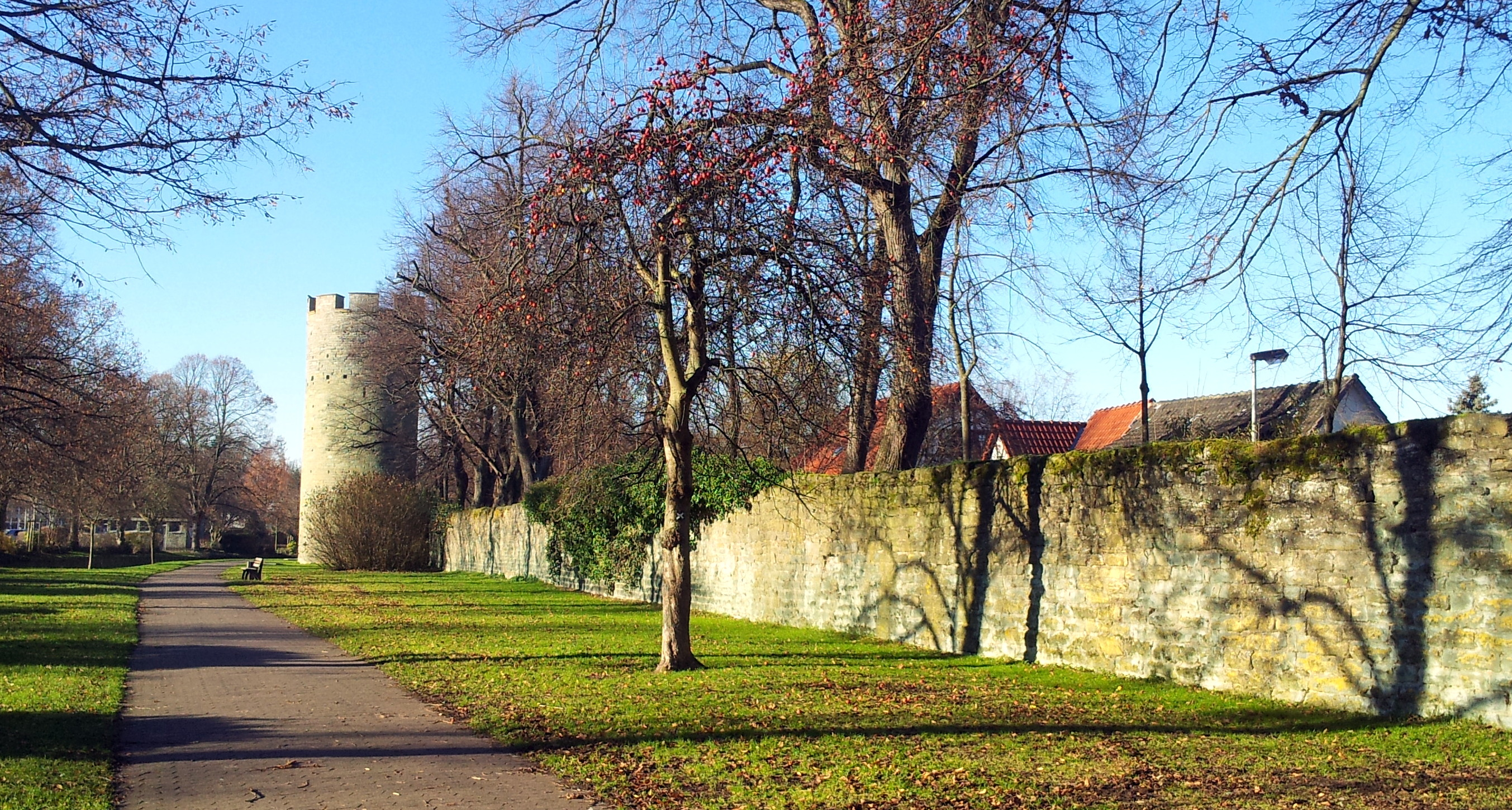
Soest, In der Gräfte mit Stadtmauer und Turm

- Aachen (die Stadtmauer Aachen ist teilweise erhalten, mehrere mittelalterliche Stadttore – Ponttor, Marschiertor – und Stadttürme – Adalbertsturm, Marienturm, Lavenstein, Pfaffenturm – erhalten)
- Attendorn (geringe Mauerreste, Pulver- und Bieketurm)
- Bad Lippspringe, (Größere Partien der Stadtmauer, 2 Turmreste)
- Bad Münstereifel (nahezu vollständig)
- Bad Salzuflen (Katzenturm und größere Partien der Stadtmauer)
- Blomberg (im Westen weitgehend erhalten, Niederes Tor)
- Bonn (mittelalterlicher Mauerring, durch barocke Festungsanlagen ergänzt; erhalten sind Alter Zoll, Sterntor und Bastiosreste)
- Borken (Teile der Stadtmauer und 5 Türme)
- Stadtkern von Breckerfeld
- Brilon Ein Fragment und ein Stadttor erhalten
- Büren (längere Partien der Stadtmauer mit Nordturm und Hegensdorfer Turm)
- Coesfeld (Walkenbrückentor und Pulverturm)
- Detmold (größere Partien u. a. in der Adolphstraße, z. T. mit Häusern überbaut)
- Dülmen (Lüdinghauser Tor, Nonnen- und Lorenkenturm)
- Duisburg (eine längere Strecke rekonstruiert, vier Türme teilweise erhalten)
- Hattingen in Teilen
- Horn (größere Partien der Stadtmauer mit Eulenturm)
- Höxter (in großen Teilen erhalten)
- Kaster (Stadt Bedburg) (überwiegend erhalten)
- Kempen (weitgehend erhalten)
- Köln (römische und mittelalterliche Stadtmauer teilweise erhalten, mehrere mittelalterliche Stadttore – Eigelsteintor, Hahnentor, Severinstor – und Stadttürme – Ulrepforte, Bayenturm – erhalten)
- Kronenburg (nahezu vollständig)
- Lechenich Stadtmauer teilweise erhalten, zwei Stadttore – Bonner Tor, Herriger Tor – und die Landesburg Lechenich
- Lemgo (eine 120 m lange Mauerpartie mit Schaltenturm in der Straße Rembken und ein Turm an der Neuen Straße)
- Linn (nahezu vollständig – alle drei Stadttore abgegangen – große Wasserburg)
- Lügde (nahezu vollständig, jedoch nicht mehr in voller Höhe erhalten, zwei Türme)
- Menden (geringe Reste der Stadtmauer, Teufelsturm und Poenigeturm)
- Mettmann (teilweise erhalten)
- Minden ca. 500 m im Bereich der Fischerstadt an der Weser
- Münster (Trasse der Stadtbefestigung ist als „Promenade“ erhalten)
- Neuss (von den gut 3,5 Kilometern Stadtmauer (um 1200) sind noch Teile erhalten; von den einst 5 großen Stadttoren heute noch das größte, das Obertor, und einige Türme und Wälle)
- Olpe ca. 200 m mit zwei Türmen, einem Haupttor und einem Nebentor
- Orsoy (überwiegend erhalten mit einem Eckturm)
- Paderborn (sieben Türme und längere Partien der Stadtmauer vor allem im Südosten und Nordwesten erhalten)
- Recklinghausen – ca. 200 Meter inklusive zweier Wachtürme im Bereich des Herzogswalls
- Rees (Bis heute ist die historische Stadtbefestigung in erheblichen Teilen  (u. a. Rheinfront, Mühlenturm und unterirdische Kasematten) erhalten und zählte einst zu den bedeutendsten am Niederrhein. Es lösten sich hier sechs unterschiedliche Wehrsysteme während des 12. bis 18. Jahrhunderts ab, erbaut von vier verschiedenen Nationen Europas.)
- Rheinbach (Stadtbefestigung ab 1820 abgerissen, erhalten sind der Wasemer Turm, der Kallenturm und der Hexenturm der Rheinbacher Burg, der mit der Stadtmauer verbunden war)
- Rüthen (Ringmauer auf 3 km Länge mit Hachtor und Hexenturm erhalten)
- Salzkotten (längere Partien der Stadtmauer mit Bürgerturm, Hexenturm und Westerntorturm)
- Siegen (teilweise erhalten (Mauern stabilisieren den Berg))
- Soest (ca. 2,5 km Stadtmauer von 1180 erhalten, inkl. dem Osthofentor, dem Kattenturm und große Teile der Gräfte)
- Stadt Blankenberg (Stadt Hennef (Sieg)) (nahezu vollständig)
- Unna (teilweise erhalten)
- Warburg (umfangreiche Teile des Mauerringes um Alt- und Neustadt mit Zwinger erhalten, außerdem Sackturm mit Sacktor, Frankenturm, Biermannsturm, Chattenturm, Johannistorturm)
- Xanten (einzelne Überreste mit Türmen, Kriemhildmühle (errichtet im 14. Jahrhundert als Wehrturm auf der Stadtmauer), Klever Tor (vollständig erhaltene Doppeltoranlage aus dem 14. Jahrhundert). Nördlich vor der mittelalterlichen Stadt wurde im archäologischen Park die römische Stadtmauer der Colonia Ulpia Traiana mit mehreren Toren und Türmen auf den Original-Fundamenten rekonstruiert. Das wiedererrichtete nördliche Haupttor oder Burginatium-Tor hatte wie die beiden anderen Haupttore eine doppelte Durchfahrt, wurde von Tortürmen flankiert und bestand aus 3 Stockwerken.)
- Zons (Stadt Dormagen) (nahezu vollständig erhalten, ein Doppeltor, ein Eckturm, ein Windmühlenturm, ein Bergfried)
- Zülpich (die mittelalterliche Ringmauer steht zum Teil auf den Resten einer römischen Mauer, vier Stadttore)

### Rheinland-Pfalz

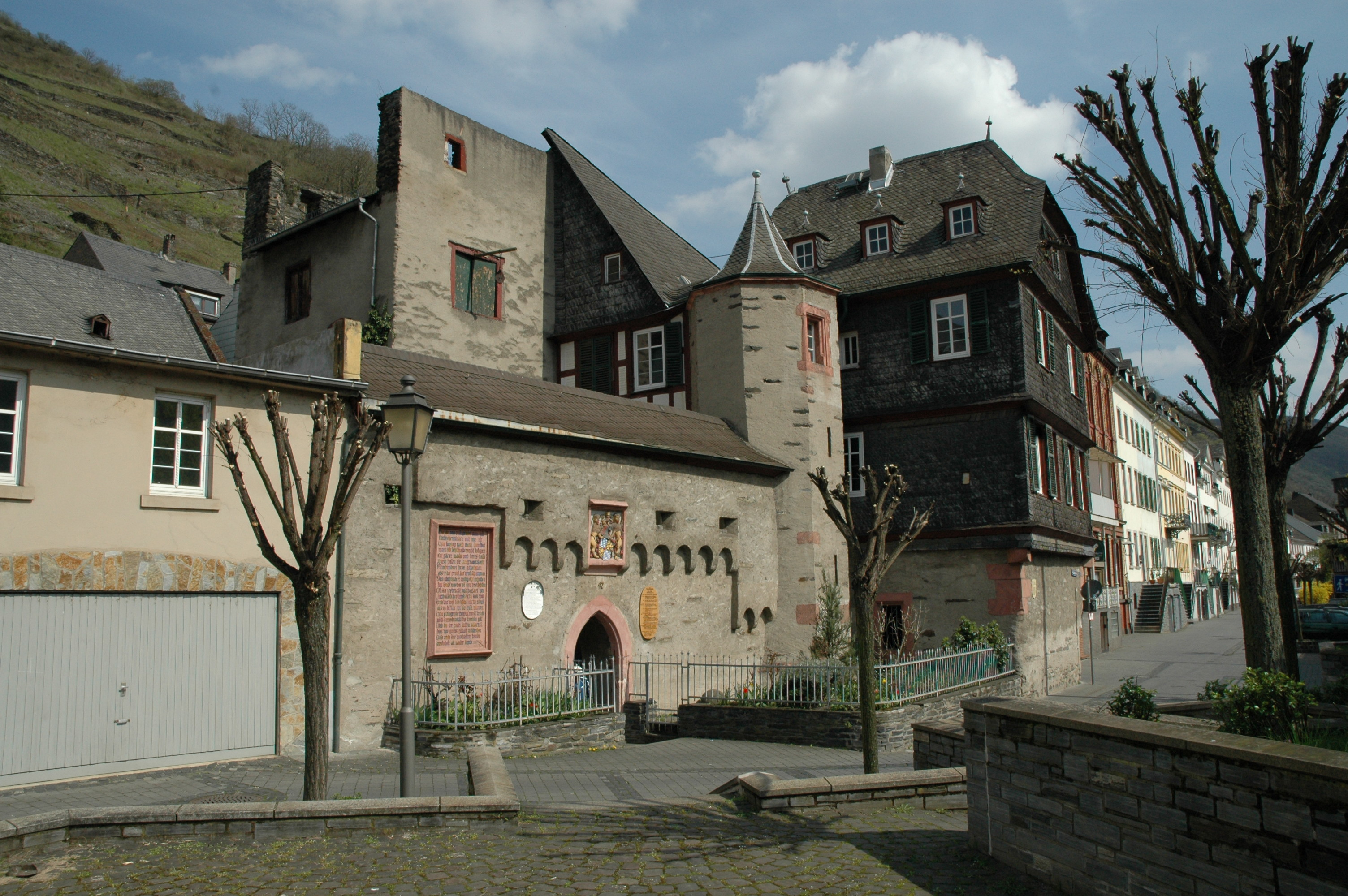
Kaub mit Haus von 1552 auf der Stadtmauer

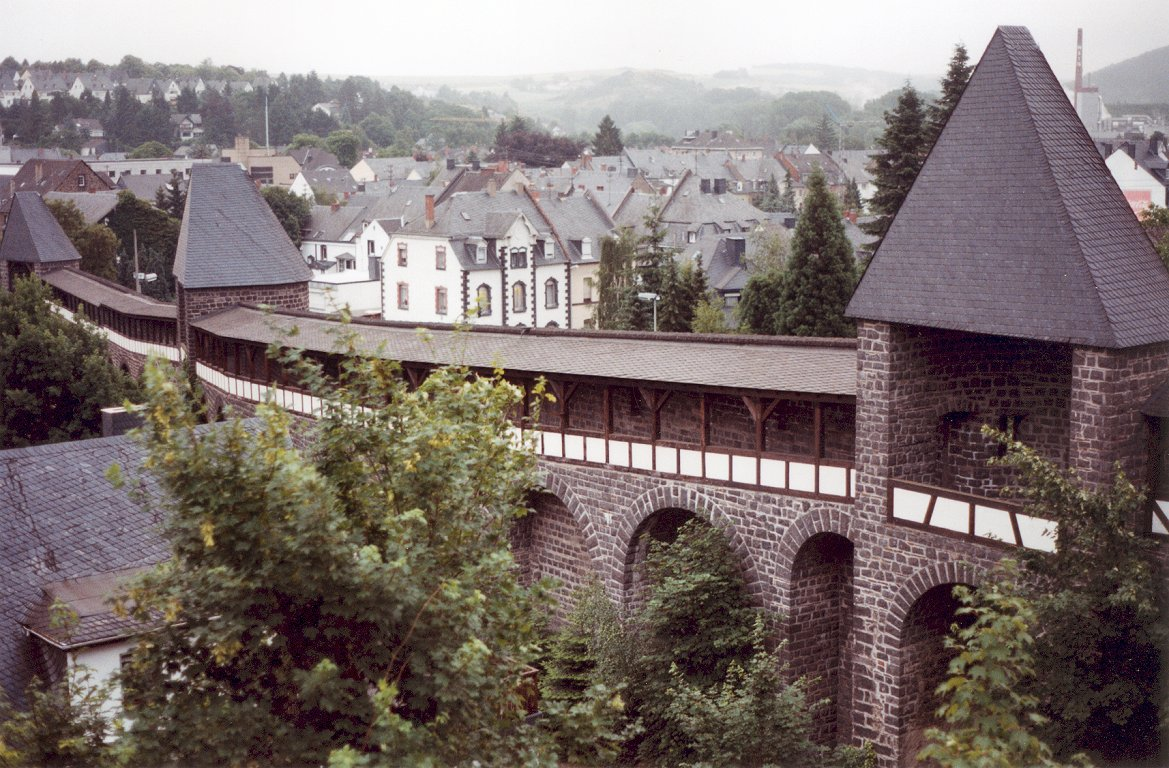
Mayen

- Ahrweiler (die Stadtbefestigung Ahrweiler ist vollständig erhalten: Stadtmauer, teilw. Graben, alle vier Stadttore: Ahrtor, Niedertor, Obertor, Adenbachtor)
- Andernach (West-/Ostmauer teil-, Südmauer fast vollständig erhalten, zwei Tore, drei Türme, sechs Halbrundtürme, Schlossruine)
- Bacharach Die Stadtbefestigung ist eine der am besten erhaltenen in Rheinland-Pfalz, mehrere Türme erhalten
- Bingen am Rhein (teilweise erhalten)
- Boppard (in Teilen erhaltene mittelalterliche Stadtbefestigung unter Einbeziehung der römischen Kastellmauern)
- Braubach Oberstadt und Unterstadt: mit Resten der ehemalige Ummauerung und Obertor
- Deidesheim (wenige Überbleibsel), siehe Deidesheimer Stadtbefestigung
- Dudeldorf (Obertor, viergeschossiger quaderverkleideter Torturm, bezeichnet 1453; Untertor, Durchfahrt um 1840 verändert, nördlich des Obertors Reste der Stadtmauer als Friedhofsmauer), siehe Stadtbefestigung Dudeldorf
- Engers (heute Stadtteil von Neuwied; in Teilen erhalten: Grauer Turm, Duckes/Duckesje, Totenhäuschen, Zollpfortenturm, Stadt-Burgmauer Burg Kunostein)
- Freinsheim (nahezu vollständig)
- Kaub (Mauer mit Galeriegang mit Überbauung an der Rheinfront erhalten)
- Landau in der Pfalz (zwei Stadttore und wenige Mauerreste erhalten)
- Linz am Rhein teilweise erhaltene Stadtmauer, Pulverturm, Rheintor und Neutor
- Koblenz (teilweise), siehe Stadtbefestigung Koblenz
- Mainz (rudimentär erhalten)
- Mayen (zwei Stadttore (einmal fünfgeschossig), Mauersegment mit Halbtürmen und Rundweg, Rundturm, Genovevaburg auf einer Felsnase in der Altstadt)
- Münstermaifeld (großer Eulen-/Pulverturm, umgebauter Halbturm, kleine und große Mauersegmente, Rekonstruierungen laufen, dazu einzigartige ehemaligen Stiftskirche mit Wehrtürmen, die auf einem römischen Turm aufbauen sollen)
- Neuleiningen (überwiegend erhalten)
- Oberwesel (überwiegend erhalten)
- St. Goarshausen (zwei Türme der Stadtbefestigung und mehrere Mauerreste erhalten)
- Trier (teilweise erhalten)
- Worms (Teile der inneren mittelalterlichen Stadtmauer erhalten, vereinzelte Türme sowie römische Reste)

### Saarland
- Ottweiler (geringe Reste)

### Sachsen

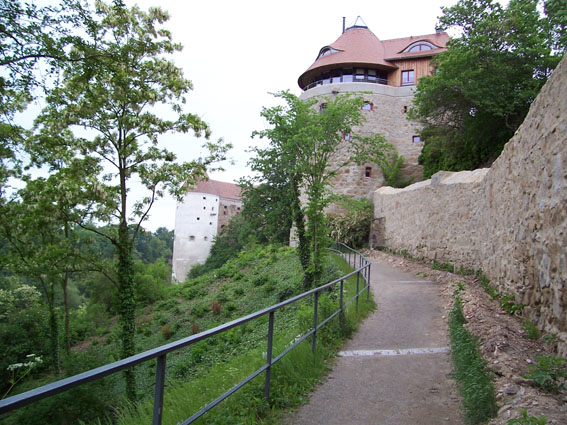
Bautzen, Stadtmauer mit Burgwasserturm und Mühlbastei

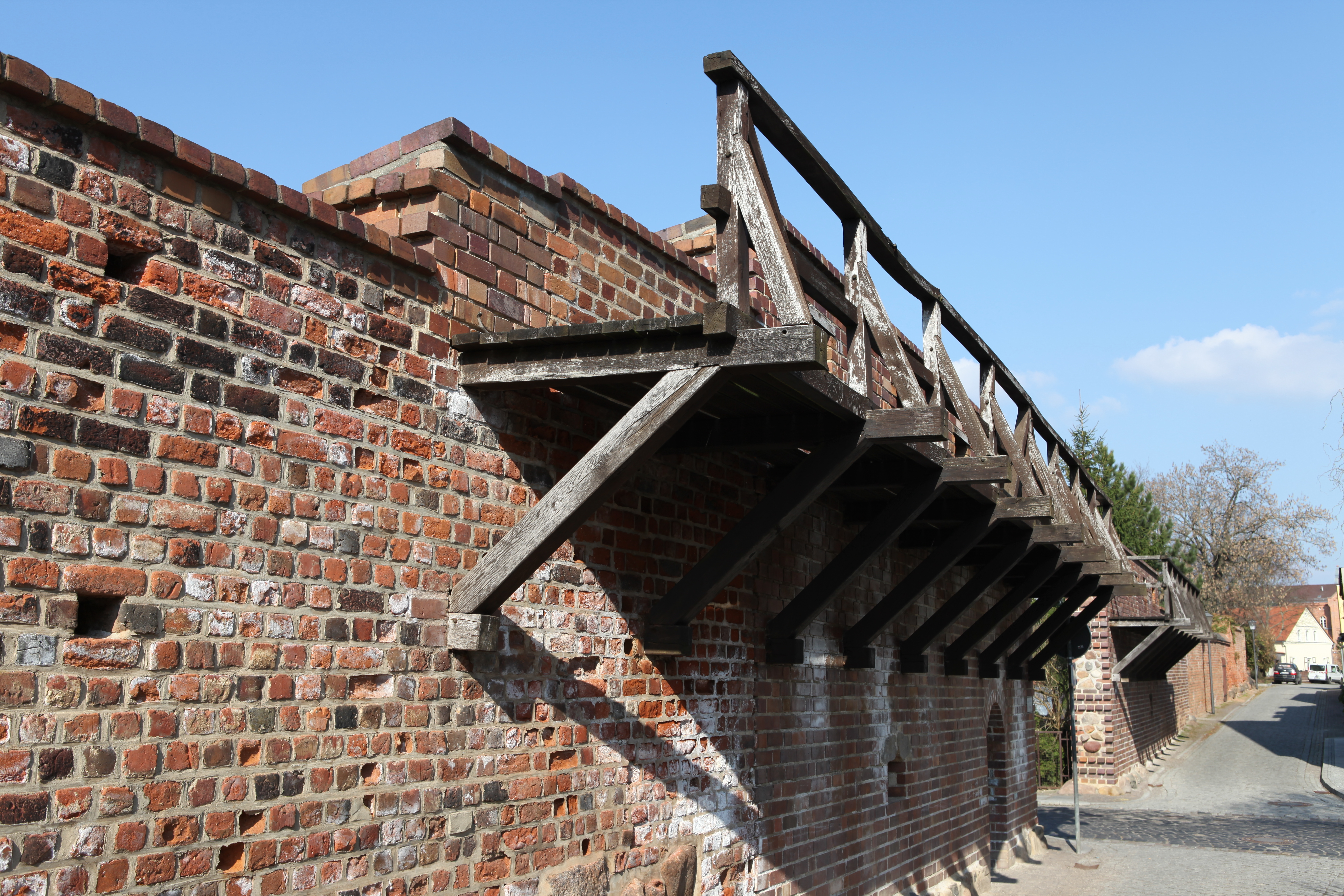
Stadtmauer mit Wehrgang in Delitzsch

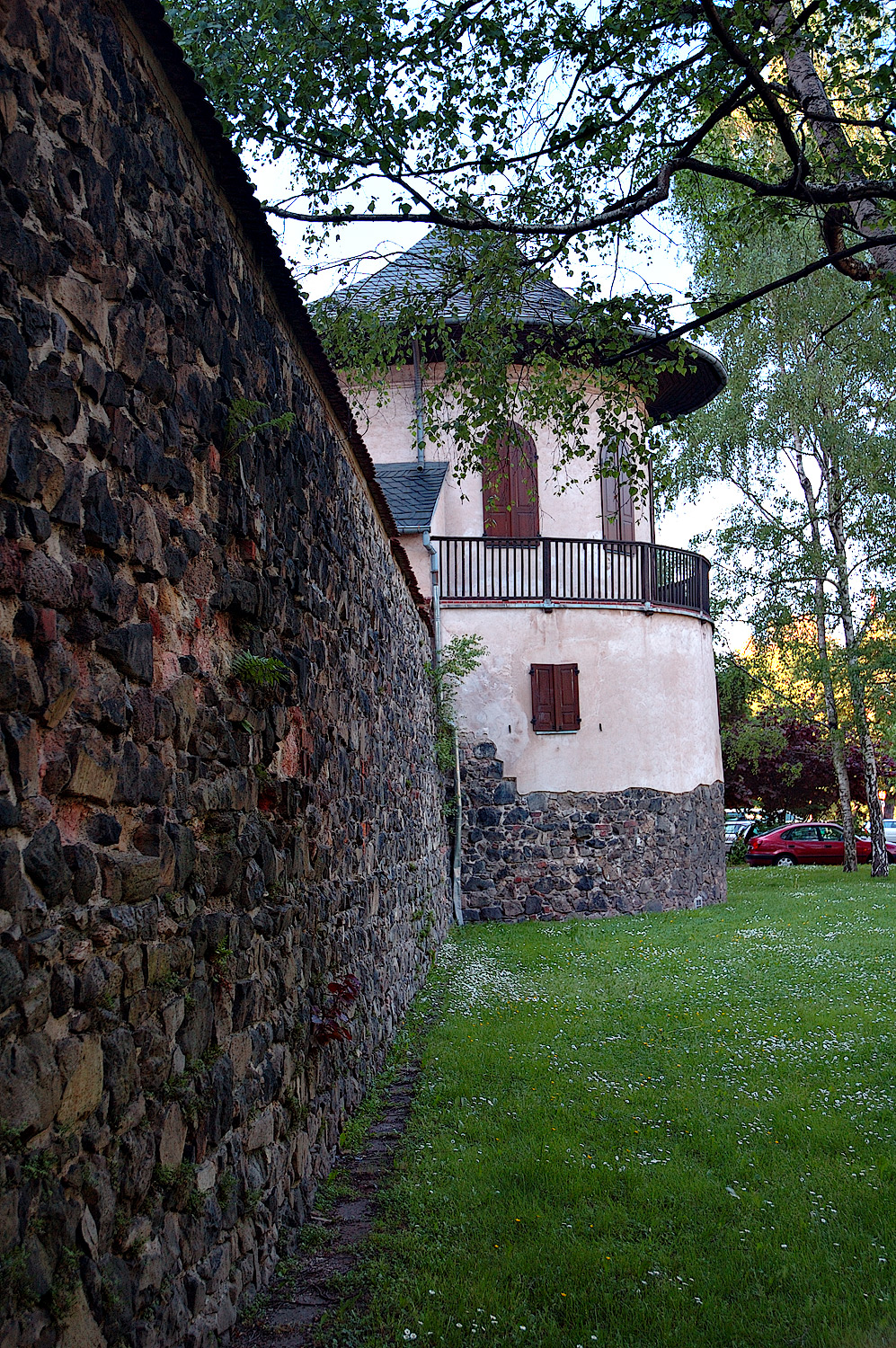
Stadtmauer mit Pulverturm in Zwickau

- Adorf/Vogtl. (im Bereich der Johannisstraße mit zwei Turmruinen und dem Freiberger Tor erhalten)
- Annaberg-Buchholz (teilweise)
- Bautzen (überwiegend erhalten)
- Borna (Reste erhalten (ca. 50 m an der Sachsenallee Ecke Teichstraße) und ein Stadttor, das Reichstor)
- Delitzsch (nahezu vollständig erhalten, mit zwei Warttürmen und Pulverturm-Fundamenten im Zwingerbereich)
- Dresden (teilweise umfunktioniert erhalten; Zwinger, Brühlsche Terrasse)
- Freiberg (vier größere Teilstücke mit einigen Turmruinen erhalten, insgesamt etwa ein Drittel Mauer noch vorhanden)
- Görlitz (große Teile erhalten, darunter Zwinger und Ochsenbastei)
- Grimma (große Teile am Ufer der Mulde erhalten, Besonderheit sind die Mauerhäuschen)
- Kamenz (teilweise)
- Lauenstein (Altenberg) (geringe Reste)
- Löbau (geringe Reste)
- Marienberg (Reste am Zschopauer Tor)
- Meißen (in Teilen mit Wehrtürmen (u. a. Pönitenzturm) erhalten)
- Mittweida (geringe Reste erhalten)
- Oschatz (Teile gut erhalten mit zwei Wehrtürmen, einer von 1377)
- Pegau (teilweise)
- Pirna (Reste erhalten, u. a. Grohmannstraße, Am Zwinger, Terrassengärten)
- Plauen (Teile erhalten zwischen Johanniskirche und Malzhaus und Nonnenturm)
- Reichenbach im Vogtland (ca. 50 m am Sebastian-Bach-Platz erhalten, 15. Jh., teilrekonstruiert)
- Roßwein (teilweise)
- Torgau (teilweise)
- Zittau (in Teilen erhalten)
- Zwickau (Stadtmauerrest mit Pulverturm)

### Sachsen-Anhalt
- Aken
- Aschersleben (nahezu vollständig)
- Ballenstedt

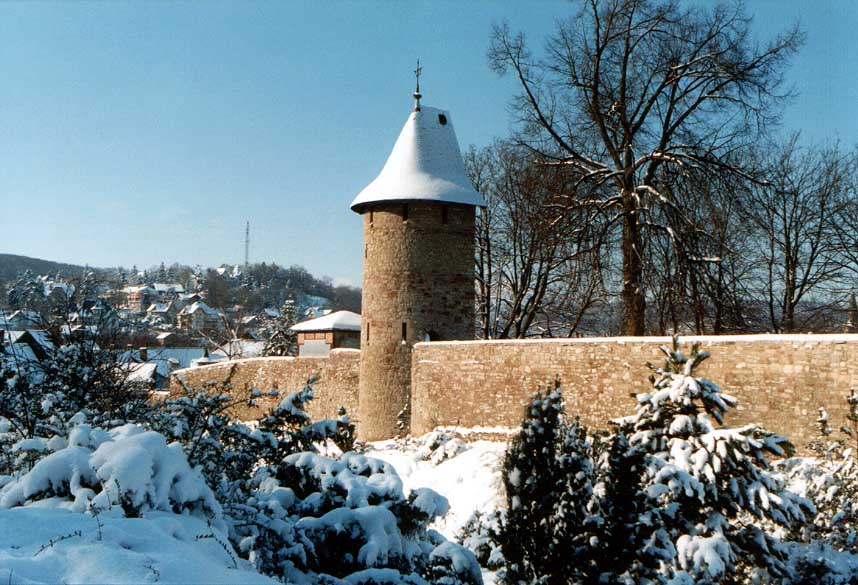
Stadtmauer mit Halbschalenturm in Wernigerode

- Barby (großteils erhalten an der Elbseite, wo sie zum Hochwasserschutz dient)
- Bernburg
- Blankenburg (Harz) (teilweise), siehe Stadtbefestigung Blankenburg
- Burg
- Calbe
- Freyburg (Unstrut), siehe Stadtmauer Freyburg
- Gardelegen
- Halberstadt (teilweise erhalten)
- Haldensleben
- Halle (Saale) (teilweise erhalten) Erhaltene Abschnitte am Waisenhausring und Hallorenring mit der in die Stadtmauer integrierten Moritzkirche. Der 44 m hohe Leipziger Turm ist als ehemaliger Wartturm das bedeutendste Zeugnis der alten halleschen Befestigungsanlage.
- Hettstedt
- Kroppenstedt (nahezu vollständig erhaltener Doppelmauerring mit Türmen)
- Laucha
- Löbejün
- Loburg
- Merseburg
- Möckern
- Naumburg (Saale) (überwiegend erhalten)
- Quedlinburg (große Teile erhalten)
- Querfurt
- Salzwedel (überwiegend erhalten, zwei Stadttore und in den Bürgermeisterhof integrierter Wachturm)
- Schönebeck (Elbe)
- Staßfurt
- Stendal
- Tangermünde (größtenteils erhalten)
- Weißenfels
- Wernigerode (teilweise erhalten)
- Zeitz
- Zerbst/Anhalt (nahezu vollständig, Länge 4,2 km)
- Zörbig

### Schleswig-Holstein
- Flensburg (in Teilen erhalten, siehe Flensburger Stadtbefestigung)
- Lübeck (teilweise erhalten, siehe Lübecker Stadtbefestigung)

### Thüringen

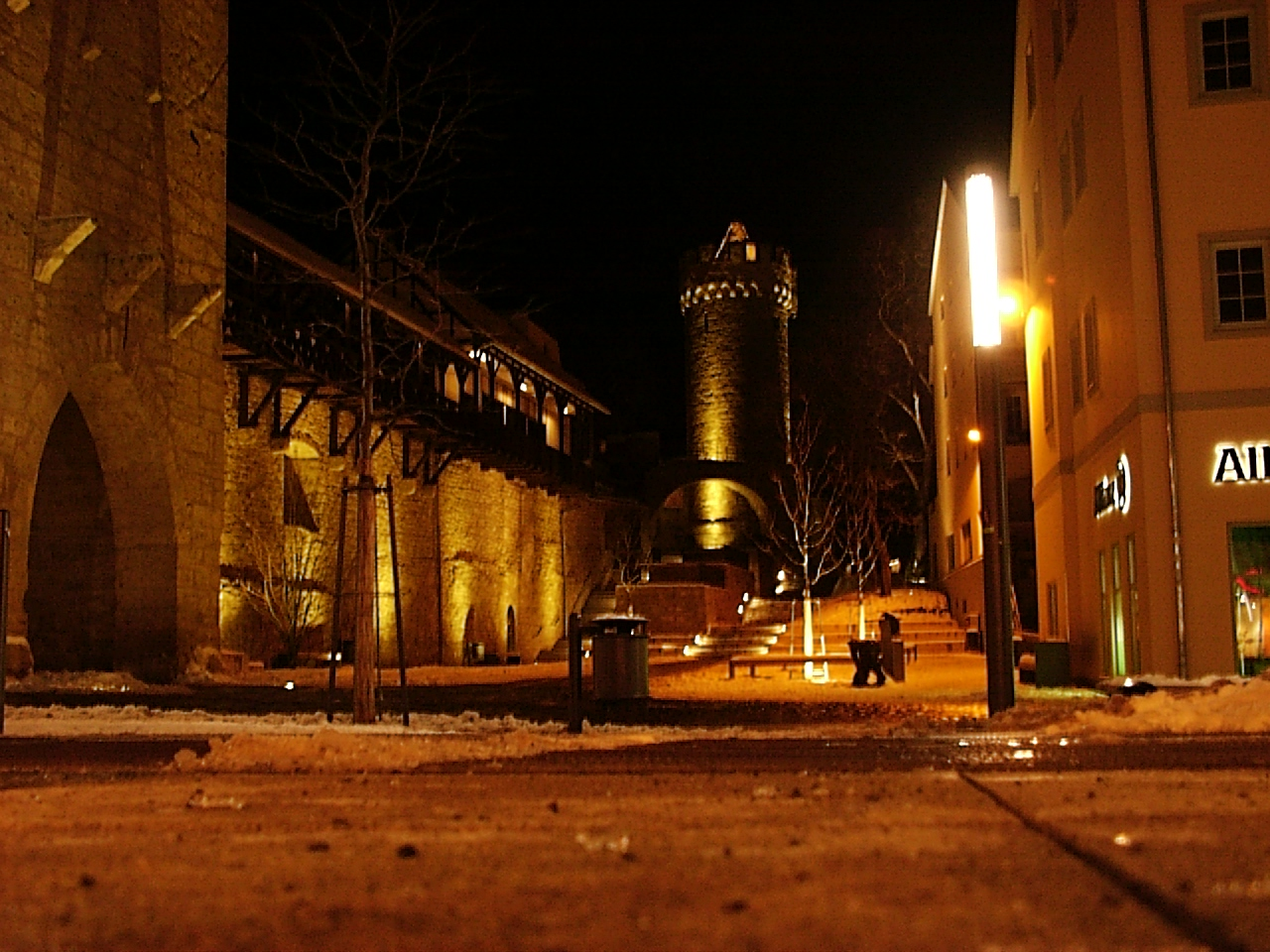
Jena, Stadtmauer zwischen Johannisturm und Pulverturm

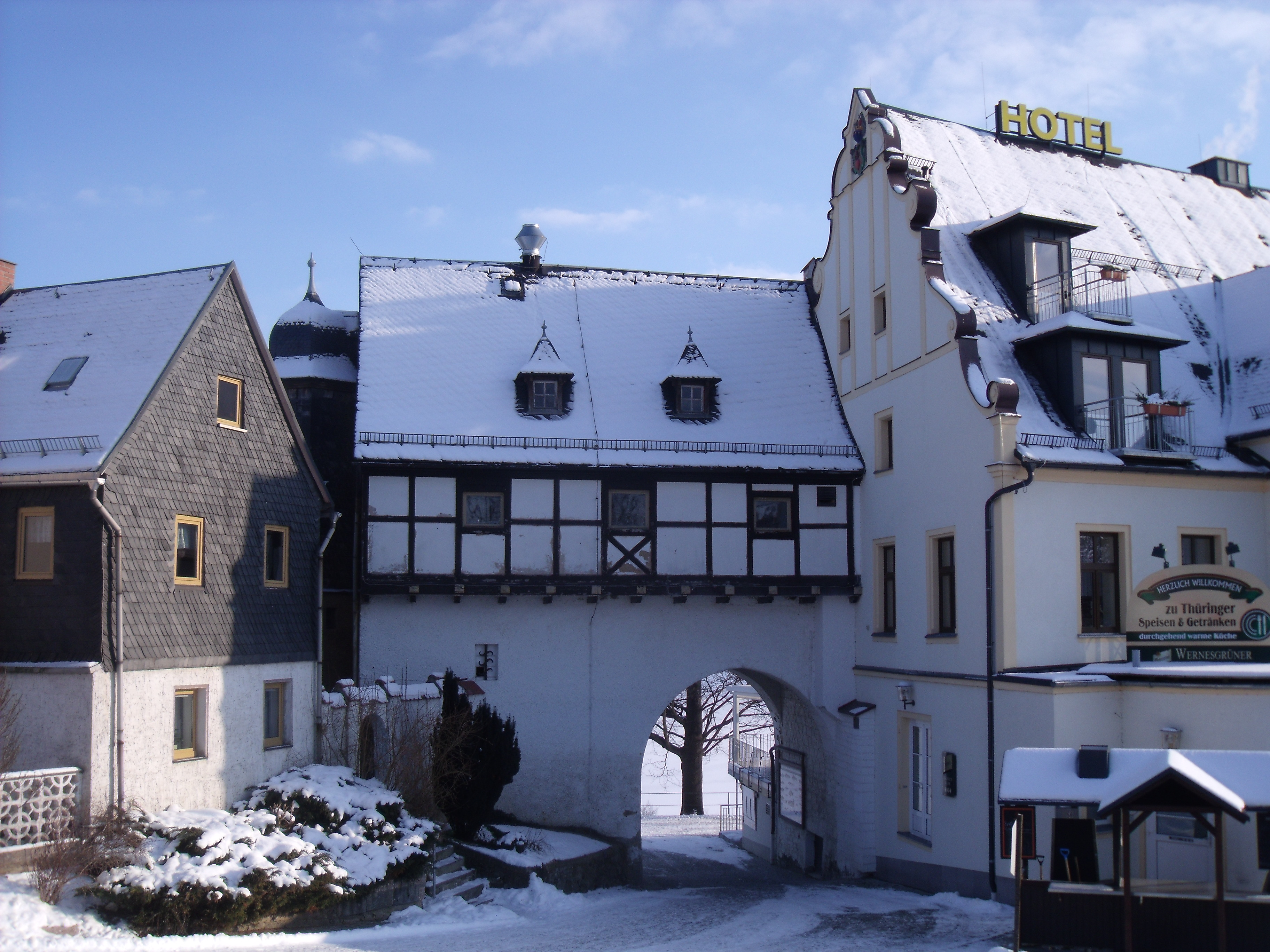
Stadttor in Saalburg

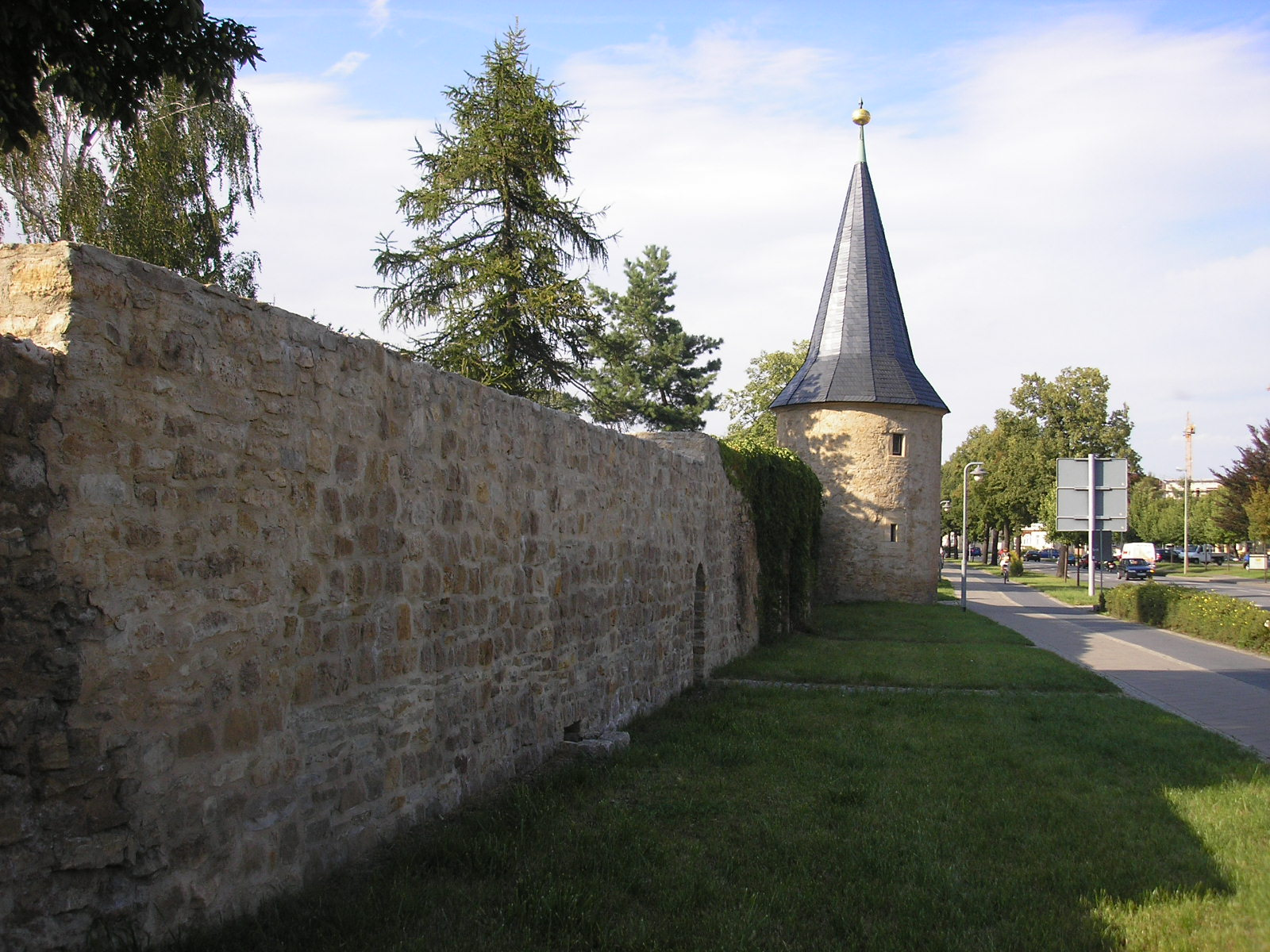
Sömmerda, Stadtmauer

- Altenburg (teilweise mit zwei Stadtmauertürmen, Gärten am Johannisraben)
- Arnstadt (große Teile, Fischtor, Riedtor und Neutorturm)
- Bad Frankenhausen (teilweise erhalten)
- Bad Langensalza (doppelter Mauerring, nahezu vollständig erhalten)
- Bad Salzungen (teilweise)
- Bad Tennstedt (teilweise)
- Berka/Werra (Untertor, geringe Mauerreste, Graben)
- Bürgel (teilweise)
- Clingen (geringe Reste)
- Creuzburg (teilweise)
- Dornburg (teilweise)
- Eisenach (Nikolaitor, mehrere Wehrtürme, sehenswerte Mauerabschnitte in der westlichen Altstadt, siehe Stadtmauer (Eisenach))
- Erfurt (durch spätere Festungswerke weitgehend überbaut)
- Gera (teilweise, ein Schalenturm erhalten)
- Geisa (teilweise erhalten)
- Greußen (teilweise)
- Heilbad Heiligenstadt (teilweise)
- Heldburg (teilweise)
- Hildburghausen (teilweise)
- Jena (teilweise)
- Kahla (teilweise)
- Kaltennordheim (teilweise erhalten)
- Kindelbrück (teilweise)
- Kölleda (teilweise)
- Mühlhausen/Thüringen (große Teile erhalten mit Wehrgang, Rabenturm, äußerem und innerem Frauentor)
- Nordhausen (bedeutende Reste)
- Ohrdruf (größere Abschnitte erhalten)
- Rastenberg (geringe Mauerreste)
- Remda (teilweise)
- Römhild (teilweise)
- Ronneburg (teilweise, zwei Pforten)
- Saalburg (Saalburg-Ebersdorf) (große Teile erhalten, mit einem Stadttor, mehreren Pforten und Schalentürmen)
- Saalfeld/Saale (alle Torhäuser und einzelne Mauerabschnitte)
- Schleusingen (teilweise)
- Schmalkalden (teilweise)
- Schmölln (teilweise, hölzerner Wachturm)
- Sömmerda (große Teile)
- Stadtilm (teilweise)
- Stadtlengsfeld (teilweise erhalten)
- Thamsbrück (teilweise)
- Themar (fast vollständig)
- Treffurt (teilweise erhalten)
- Vacha (teilweise erhalten)
- Waltershausen (teilweise erhalten)
- Wasungen (teilweise erhalten)
- Weimar (Reste, Kasseturm als Wehranlage)
- Weißensee (teilweise)
- Wiehe (teilweise)

## Österreich
- Burgenland
  - Eisenstadt
  - Stadtschlaining
- Kärnten
  - Friesach
- Niederösterreich
  - Bruck an der Leitha
  - Stadtbefestigung Drosendorf (vollständig)
  - Dürnstein
  - Eggenburg
  - Stadtbefestigung Groß-Enzersdorf
  - Hainburg an der Donau
  - Horn
  - Laa an der Thaya
  - Retz
  - Weitra (nahezu vollständig, siehe Stadtbefestigung Weitra)
  - Wiener Neustadt (auf allen vier Seiten sind großteils sichtbare Reste der Stadtmauer erhalten, siehe Stadtbefestigung Wiener Neustadt)
  - Zistersdorf
  - Zwettl
- Oberösterreich
  - Enns
  - Freistadt (nahezu vollständig mit Stadtgraben, Wehrgängen, Stadttoren, Schloss, Wehrtürmen, Pechnasen)
  - Haslach an der Mühl (Markt mit Befestigungsanlage)
  - Schärding
  - Wels
- Salzburg
  - Radstadt
- Steiermark
  - Bad Radkersburg
  - Bruck an der Mur (nur mehr ein paar Mauerreste vorhanden)
  - Fürstenfeld
  - Graz (nur mehr das Burgtor und das äußere Paulustor erhalten)
  - Hartberg
  - Oberwölz Stadt
  - Schladming
- Tirol
  - Kufstein
  - Hall in Tirol
- Vorarlberg
  - Bludenz

## Schweiz
- Basel (siehe Basler Stadtmauer)
- Bellinzona (siehe Murata)
- Bremgarten
- Diessenhofen
- Freiburg im Üechtland
- Greifensee
- Greyerz
- Grüningen
- Luzern (siehe Museggmauer)
- Maienfeld
- Murten
- Rapperswil (SG)
- Regensberg
- Rheinfelden (siehe Stadtbefestigung Rheinfelden)
- Romont
- Schaffhausen
- Stein am Rhein
- Solothurn (teilweise erhalten)
- Thun
- Zürich

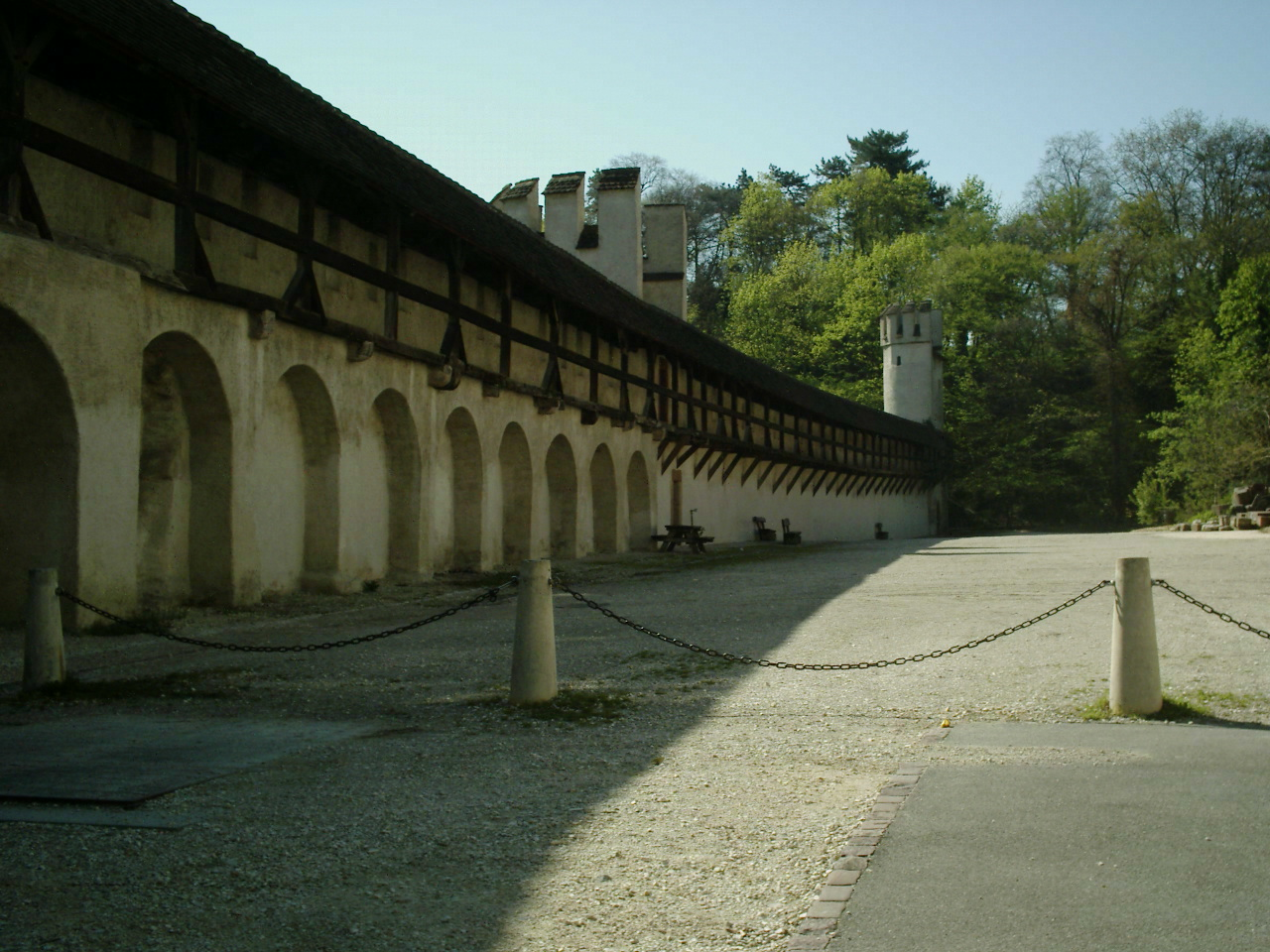
Basel (Schweiz)
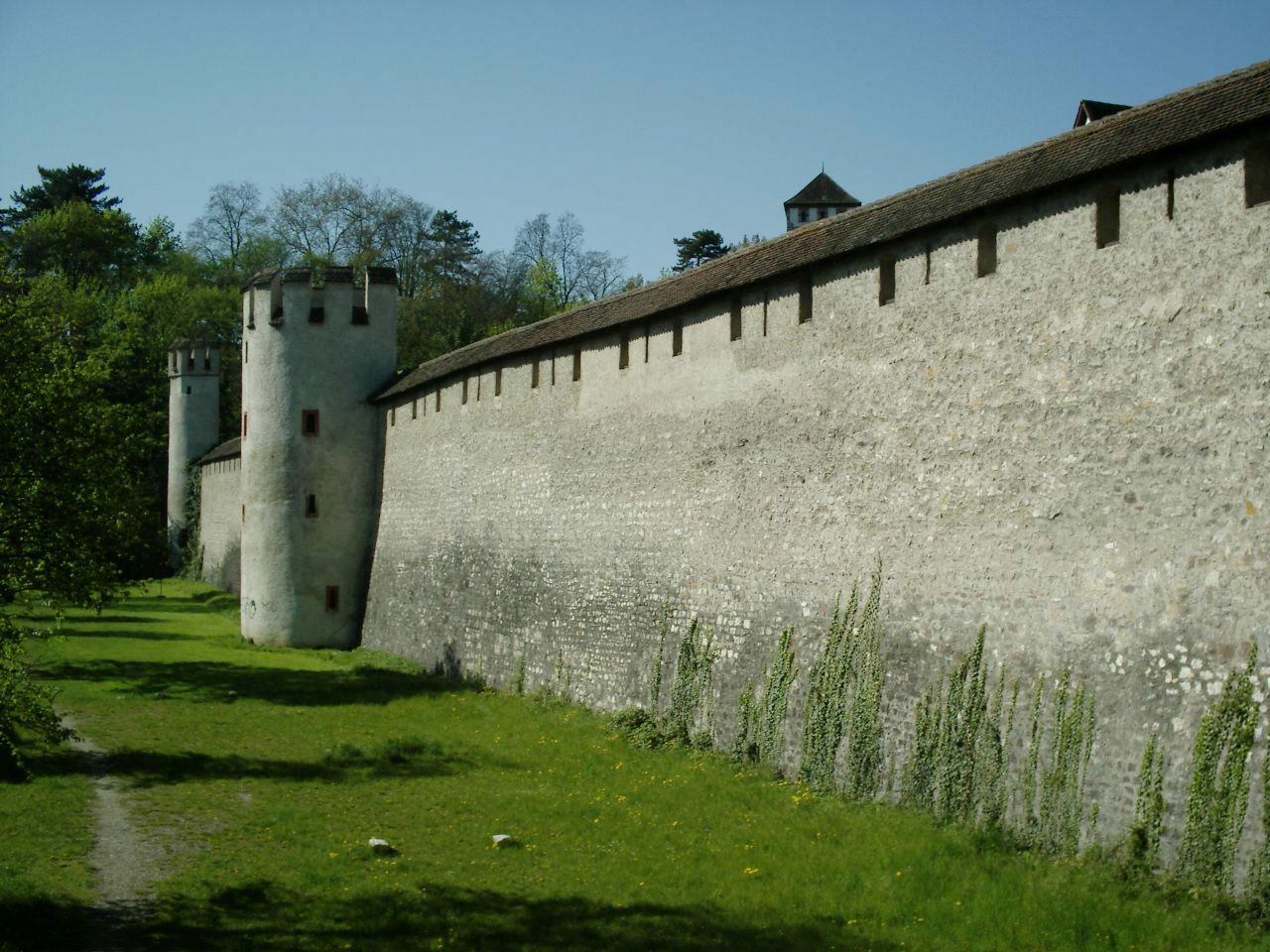
Basel (Schweiz)
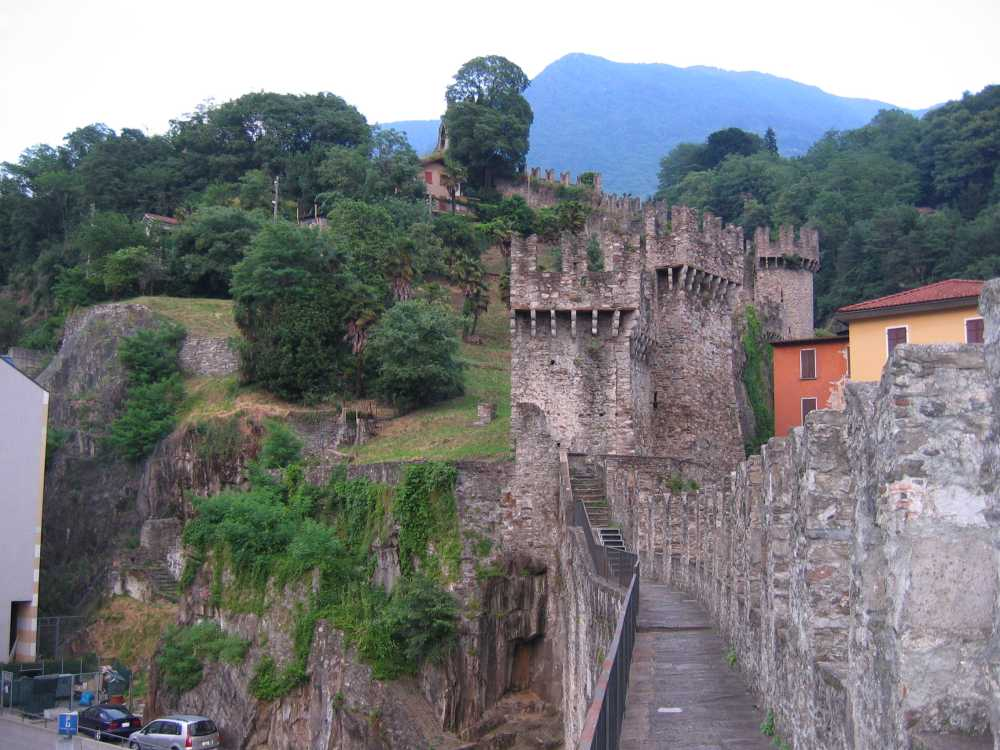
Bellinzona (Schweiz)
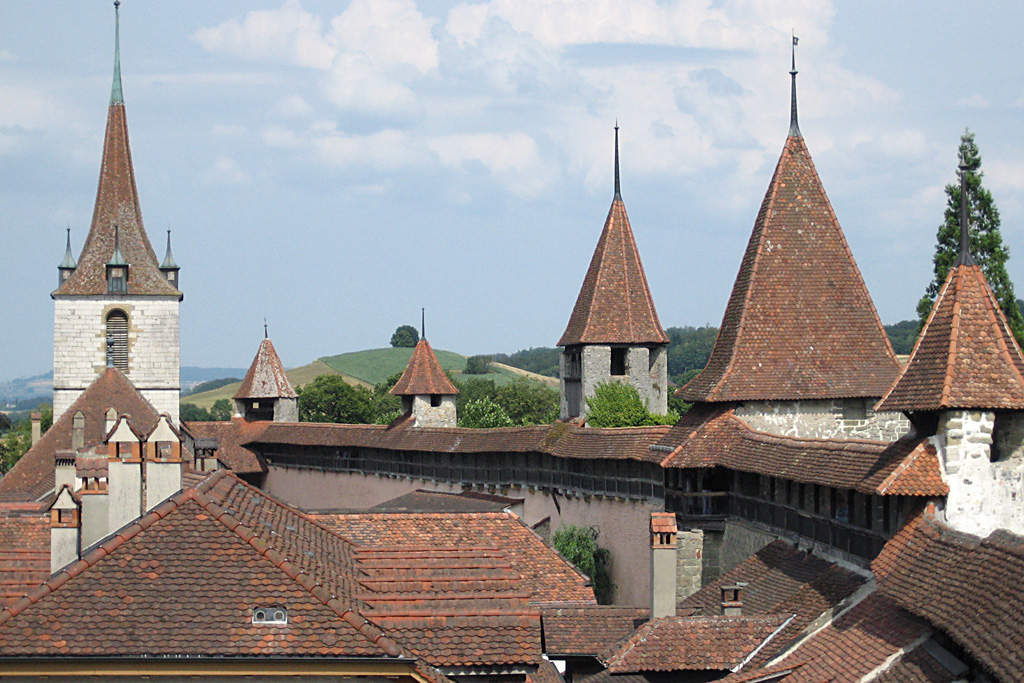
Die Ringmauer von Murten
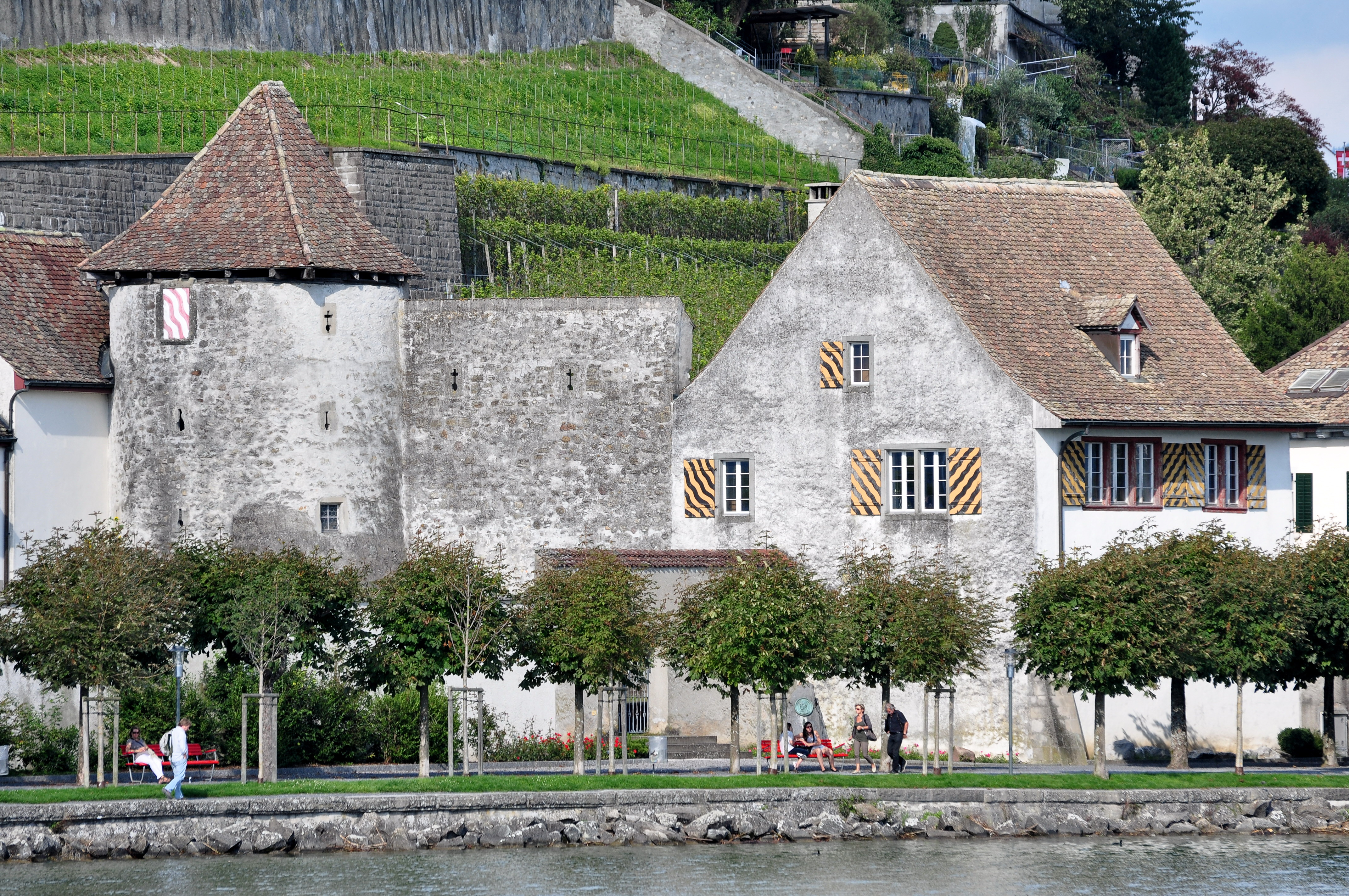
Rapperswil, südwestliche Stadtmauer mit Wehrturm und Einsiedlerhaus
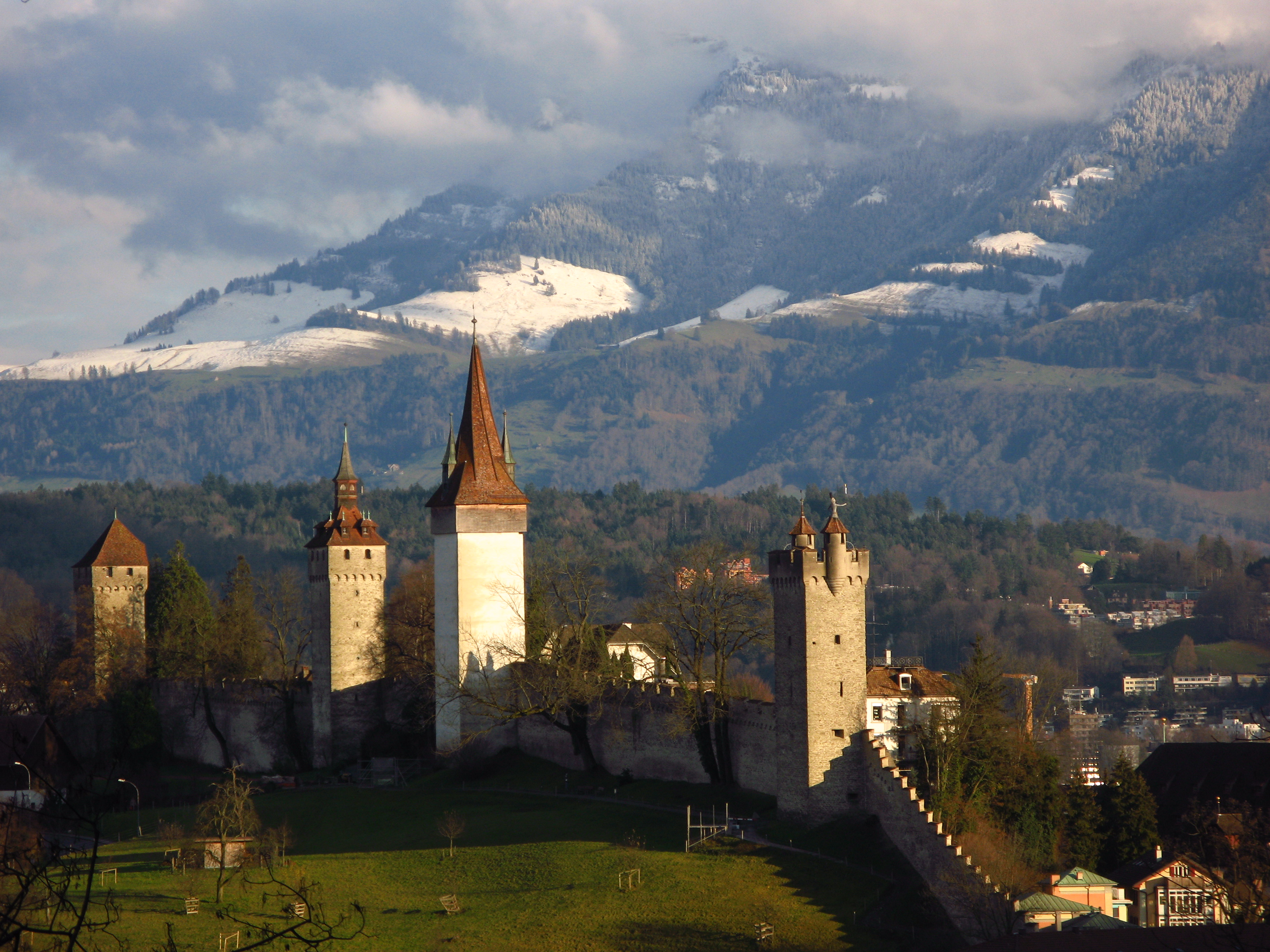
Luzern (Schweiz)

## Luxemburg
- Echternach (teilweise erhalten)

## Niederlande
- Amsterdam (teilweise erhalten), Sint Antoniespoort

## Frankreich
- Elsass
  - Bergheim, Region Elsass (nahezu vollständig erhalten, doppelte Stadtmauer mit Zwinger)
  - Neuf-Brisach, Region Elsass (vollständig erhalten, achteckiger Grundriss)
  - Obernai (Oberehnheim), Region Elsass (teilweise erhalten)
  - Riquewihr (Reichenweiher), Region Elsass (überwiegend erhalten)
  - Straßburg, Region Elsass (keine Stadtmauer, aber drei Brückentürme der gedeckten Brücke (Ponts couverts))
  - Wissembourg (Weißenburg), Region Elsass (nahezu vollständig erhalten)
- übriges Frankreich
  - Aigues-Mortes, Region Languedoc-Roussillon (vollständig erhalten)
  - Avignon, Region Provence-Alpes-Côte d’Azur (überwiegend erhalten)
  - Beaune, Region Bourgogne-Franche-Comté (größere Teile erhalten)
  - Carcassonne, Region Languedoc-Roussillon (vollständig erhalten, teilrekonstruiert)
  - Courthézon, Region Provence-Alpes-Côte d’Azur (größtenteils erhalten)
  - Cucuron, Region Provence-Alpes-Côte d’Azur (teilweise erhalten)
  - Fougères, Region Bretagne (überwiegend erhalten)
  - Laon, Region Picardie (überwiegend erhalten)
  - Provins, Region Île-de-France (nahezu vollständig erhalten)
  - Saint-Malo, Region Bretagne (vollständig erhalten)

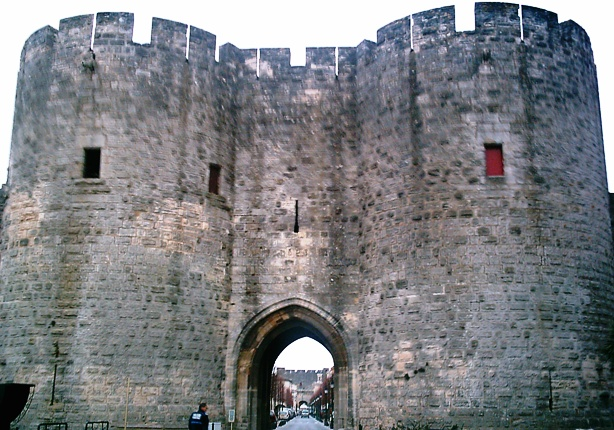
Aigues-Mortes (Gard)
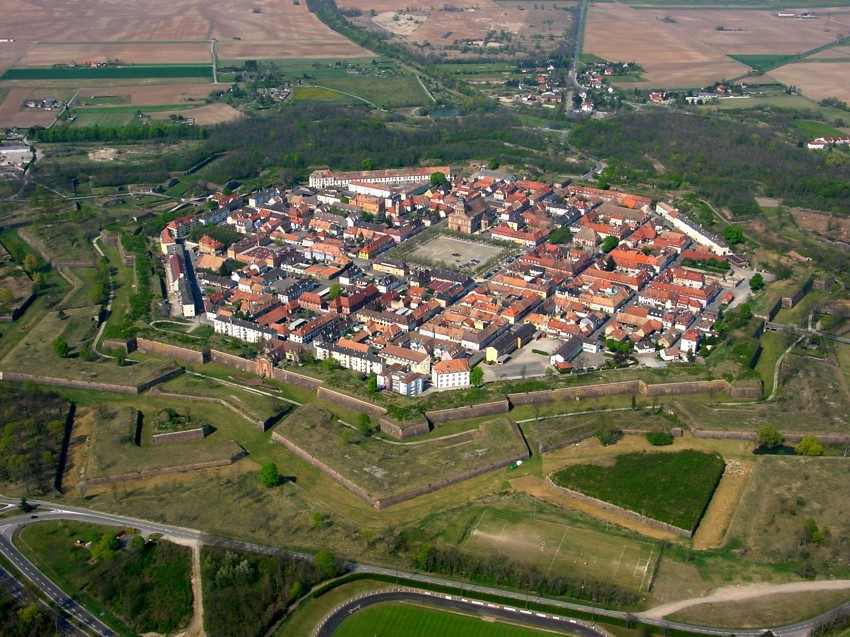
Neuf-Brisach (Haut-Rhin)
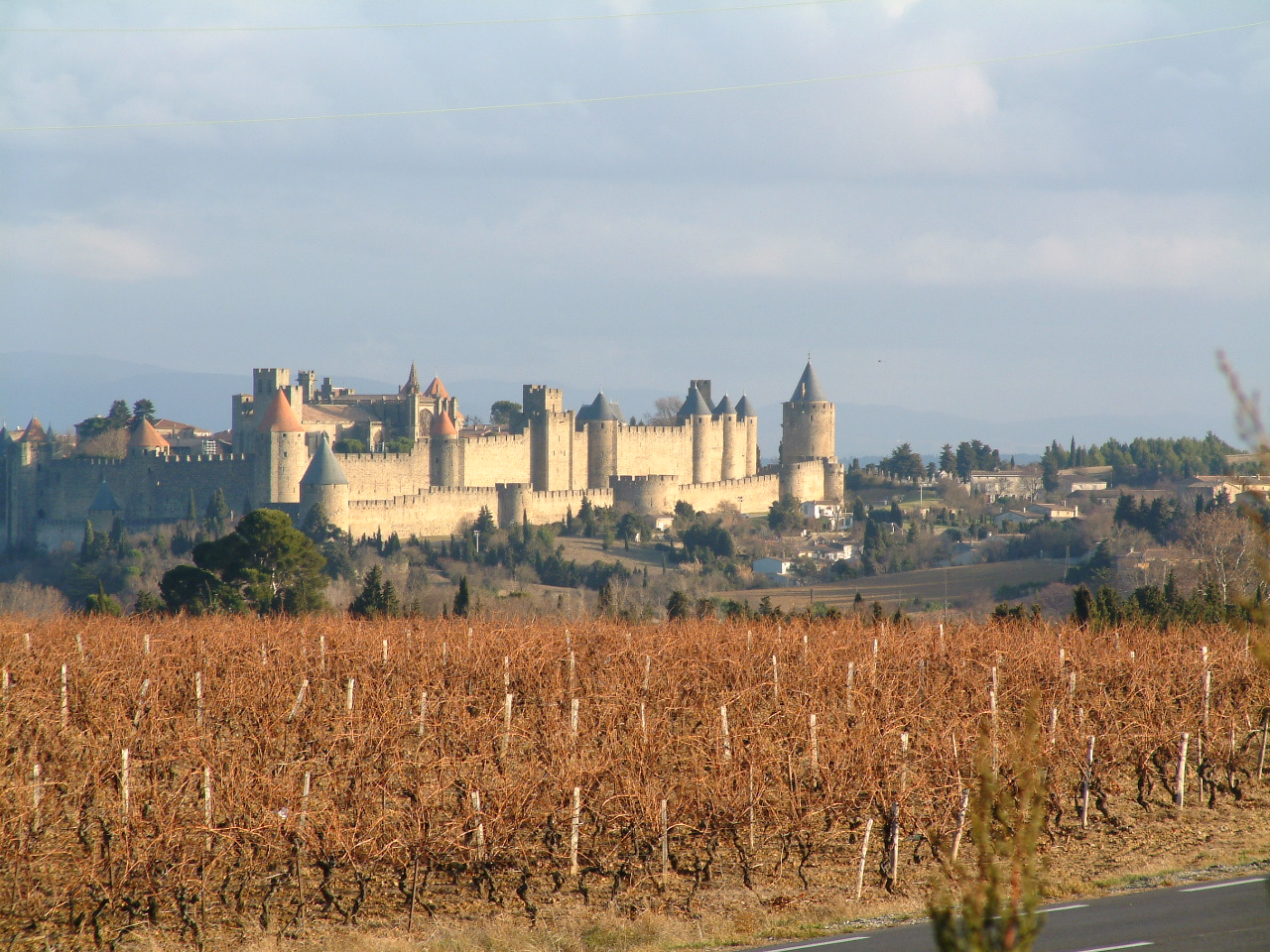
Carcassonne (Aude)
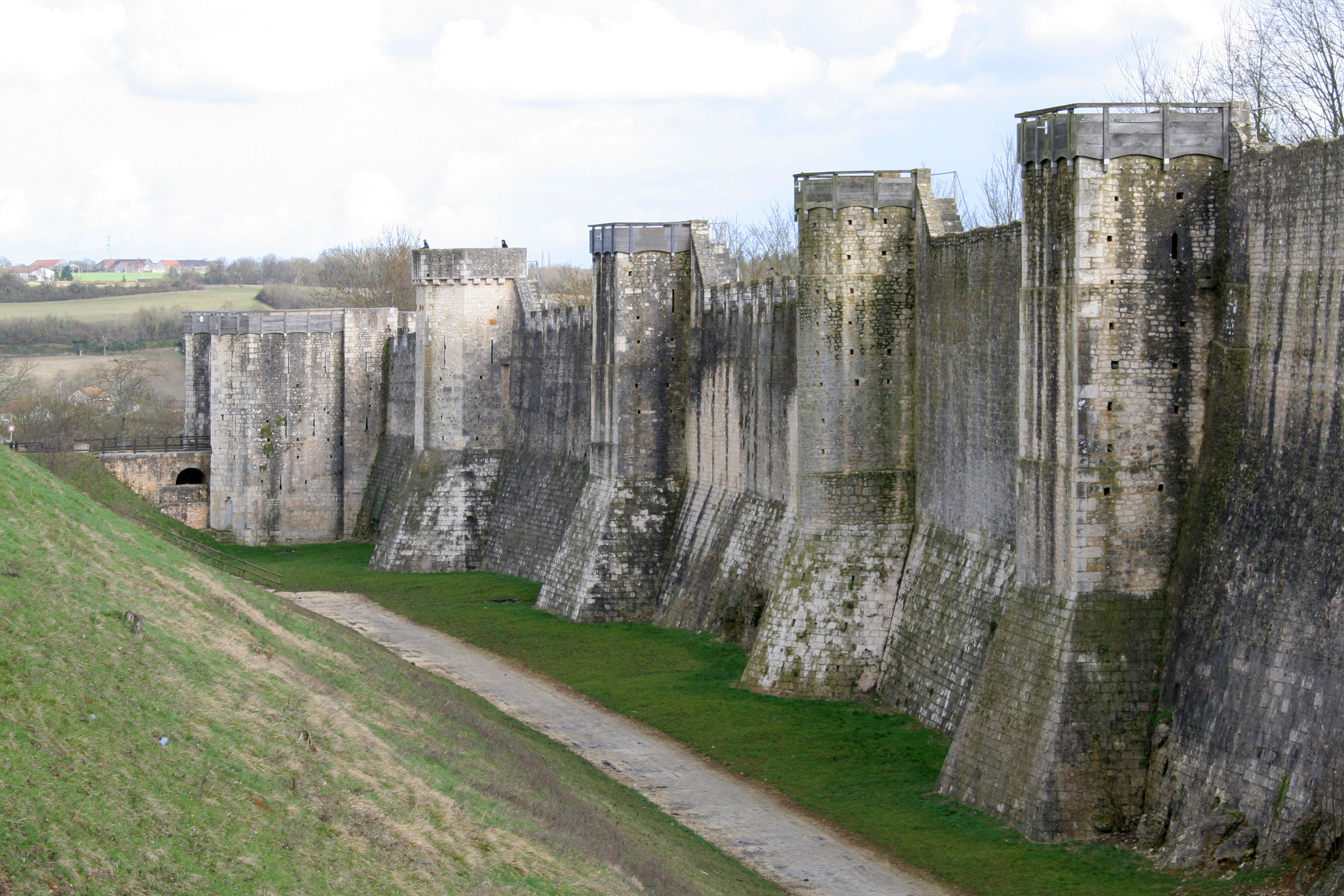
Provins (Seine-et-Marne)
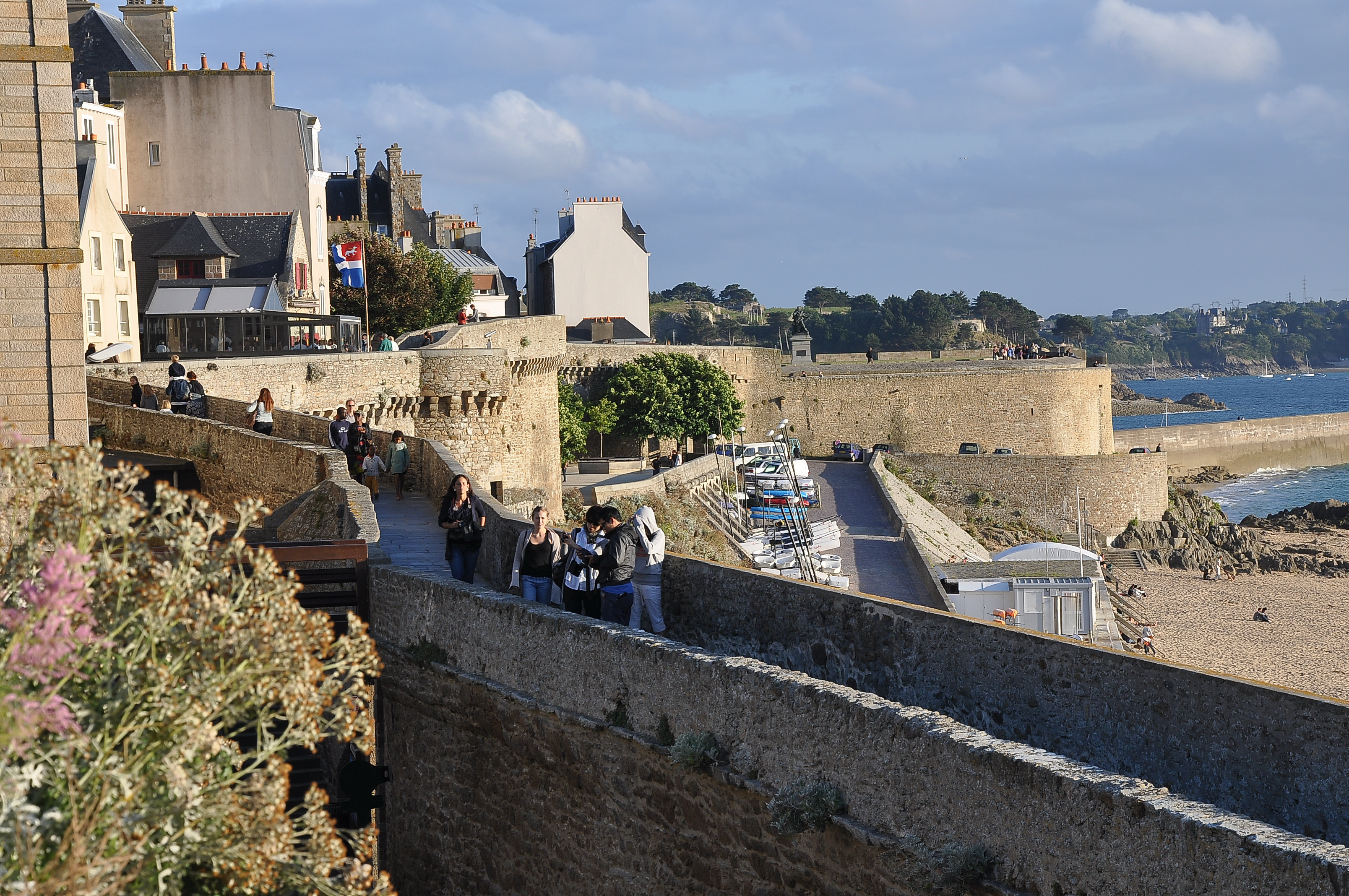
Saint-Malo (Ille-et-Vilaine)

## Slowakei
- Banská Bystrica, Banskobystrický kraj/Zvolen
- Banská Štiavnica, Banskobystrický kraj/Hont
- Bardejov, Prešovsky kraj/Šariš (vollständig, UNESCO-Welterbe)
- Bojnice, Trenčiansky kraj/Nitra
- Bratislava, Bratislavský kraj/Bratislava
- Brezno, Banskobystrický kraj/Zvolen
- Kežmarok, Prešovský kraj/Spiš
- Košice, Košický kraj/Abov
- Kremnica, Banskobystrický kraj/Tekov
- Krupina, Banskobystrický kraj/Hont
- Levoča, Prešovský kraj/Spiš
- Modra, Bratislavský kraj/Bratislava
- Nitra, Nitriansky kraj/Nitra
- Pezinok, Bratislavský kraj/Bratislava
- Podolínec, Prešovský kraj/Spiš
- Prešov, Prešovský kraj/Šariš
- Pukanec, Nitriansky kraj/Hont
- Sabinov, Prešovský kraj/Šariš
- Skalica, Trnavský kraj/Nitra
- Spišská Kapitula, Prešovský kraj/Spiš
- Svätý Jur, Bratislavský kraj/Bratislava
- Trenčín, Trenčiansky kraj/Trenčín
- Trnava, Trnavský kraj/Bratislava
- Zvolen, Banskobystrický kraj/Zvolen

## Vereinigtes Königreich
- England
  - Bristol (ein Stadttor)
  - Canterbury (überwiegend erhalten)
  - Carlisle (große Teile erhalten)
  - Chester (vollständig erhalten)
  - Colchester (große Teile erhalten)
  - Exeter (nahezu vollständig erhalten)
  - Lincoln (Teilstücke)
  - London, siehe: London Wall
  - Newcastle-upon-Tyne (Teilstücke)
  - Norwich (große Teile erhalten)
  - Oxford (Teilstücke in der Gärten des New College und des Merton College)
  - Southampton (überwiegend erhalten)
  - Warwick (erhalten sind zwei Tore)
  - Winchester (große Teile erhalten)
  - York (nahezu vollständig erhalten)
- Wales
  - Caernarfon (vollständig erhalten)
  - Conwy (vollständig erhalten)

## Weiteres Europa
Belgien
- Binche, Hennegau (fast intakt, aber teilweise restauriert)

Estland
- Narva (bedeutende Teile erhalten)
- Tallinn, Revaler Stadtbefestigung (überwiegend erhalten)

Griechenland
- Rhodos (Stadt) (vollständig erhalten)

Italien
- Castelfranco Veneto, Provinz Treviso (nahezu vollständig erhalten)
- Cittadella, Provinz Padua (nahezu vollständig erhalten)
- Ferrara, Provinz Ferrara (nahezu vollständig erhalten)
- Glurns, Südtirol (vollständig erhalten)
- Lucca, Region Toskana (nahezu vollständig erhaltene Renaissancebefestigung)
- Montagnana, Provinz Padua (vollständig erhalten)
- Monteriggioni, Region Toskana (vollständig erhalten)
- Padua, Region Venetien (nahezu vollständig erhalten)
- Palmanova, Region Venetien (vollständig erhalten, neuneckiger Grundriss)
- Piacenza (teilweise erhalten)
- Pisa, Region Toskana (weite Teile erhalten)
- Rom, Aurelianische Mauer (nahezu vollständig erhalten)
- Sabbioneta, Region Lombardei (vollständig erhalten)
- Treviso, Region Venetien (nahezu vollständig erhalten)
- Verona, Region Venetien (überwiegende Teile erhalten)

Kroatien
- Dubrovnik (vollständig erhalten)

Lettland
- Riga, Rigaer Stadtbefestigung (nur in geringem Umfang erhalten)

Litauen
- Vilnius

Niederlande
- Bourtange, Provinz Groningen (vollständig erhalten, fünfeckiger sternförmiger Grundriss)

Polen
- Krakau große Teile Ende des 19. Jahrhunderts abgerissen, renovierte Teile gehören zum UNESCO-Weltkulturerbe
- Moryń (Feldsteinmauer mit Weichhäusern fast vollständig erhalten)

Portugal
- Almeida (vollständig erhalten)
- Bragança (vollständig erhalten)
- Estremoz (vollständig erhalten)
- Monsaraz (vollständig erhalten)
- Óbidos (vollständig erhalten)

Rumänien
- Sighișoara (vollständiger Mauerbering)
- Târgu Mureș (überdachter Wehrgang mit Türmen)

Russland
In den alten russischen Städten, wo die Befestigungen erhalten sind, handelt es sich überwiegend um die sog. Kreml, d. h. um die Zitadellen; siehe dazu die Liste der Kreml. Die eigentlichen Stadtmauern, die die Wohnvierteln umgaben, sind nur in den Ausnahmefällen erhalten.
- Moskau, Kreml; siehe Mauer und Türme des Moskauer Kremls. Es sind auch die kleinen Überreste der Stadtbefestigungen weiterer Moskauer Stadtteile Kitai-Gorod und Bely Gorod erhalten.
- Pskow (bedeutende Teile erhalten)
- Smolensk (Hälfte erhalten)

Schweden
- Visby (auf Gotland; die Stadtmauer Visby ist nahezu vollständig erhalten und die einzige erhaltene Stadtbefestigung Skandinaviens)

Spanien
- Ávila (vollständig erhalten)
- Granada, Region Andalusien
- Toledo, Region Kastilien-La Mancha
- Niebla (vollständig erhalten)

Tschechien
- Polička (Tschechien) (vollständig erhalten)

Türkei
- Istanbul, Theodosianische Mauer (große Teile erhalten)

Zypern
- Famagusta (nahezu vollständig)

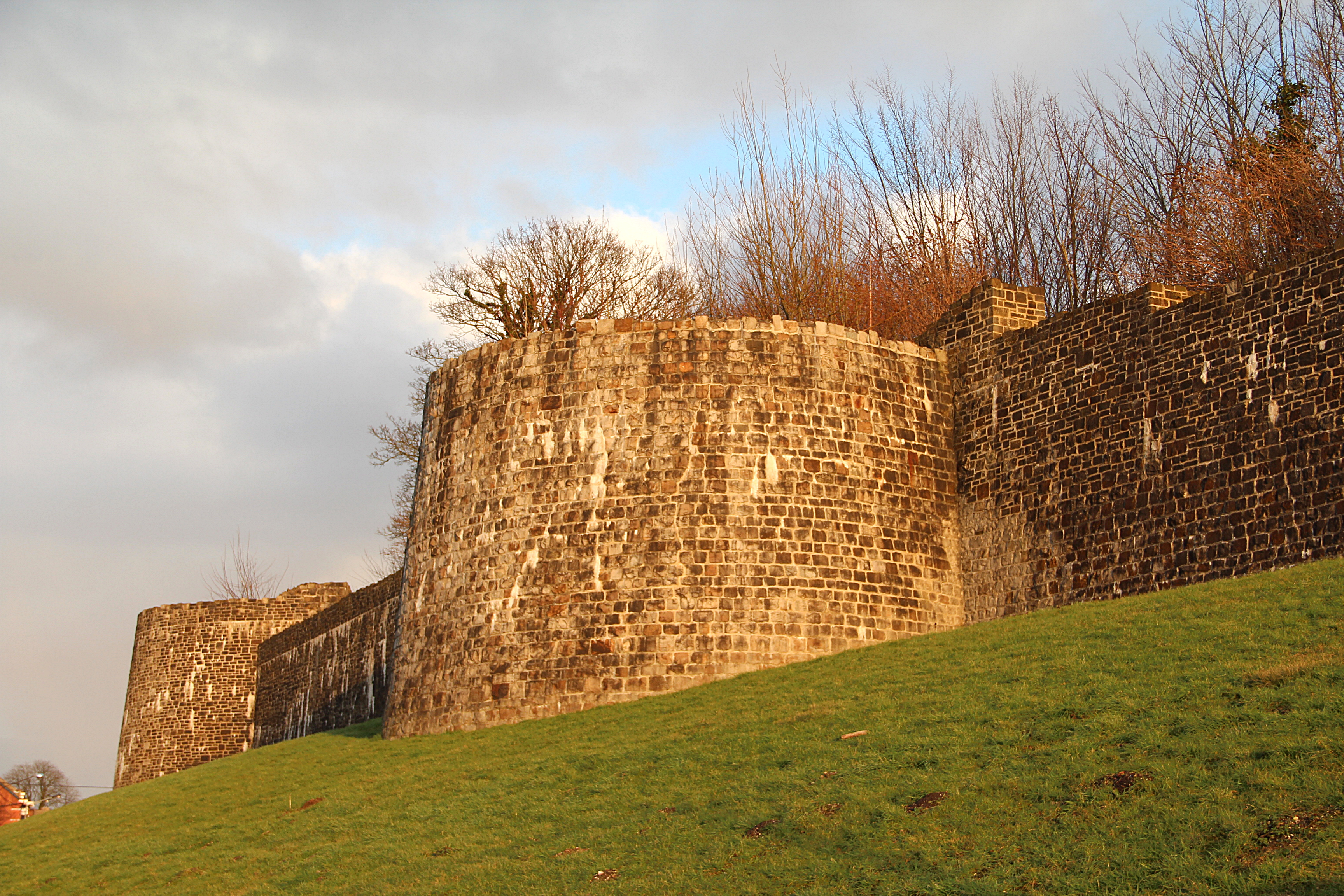
Binche (Belgien)
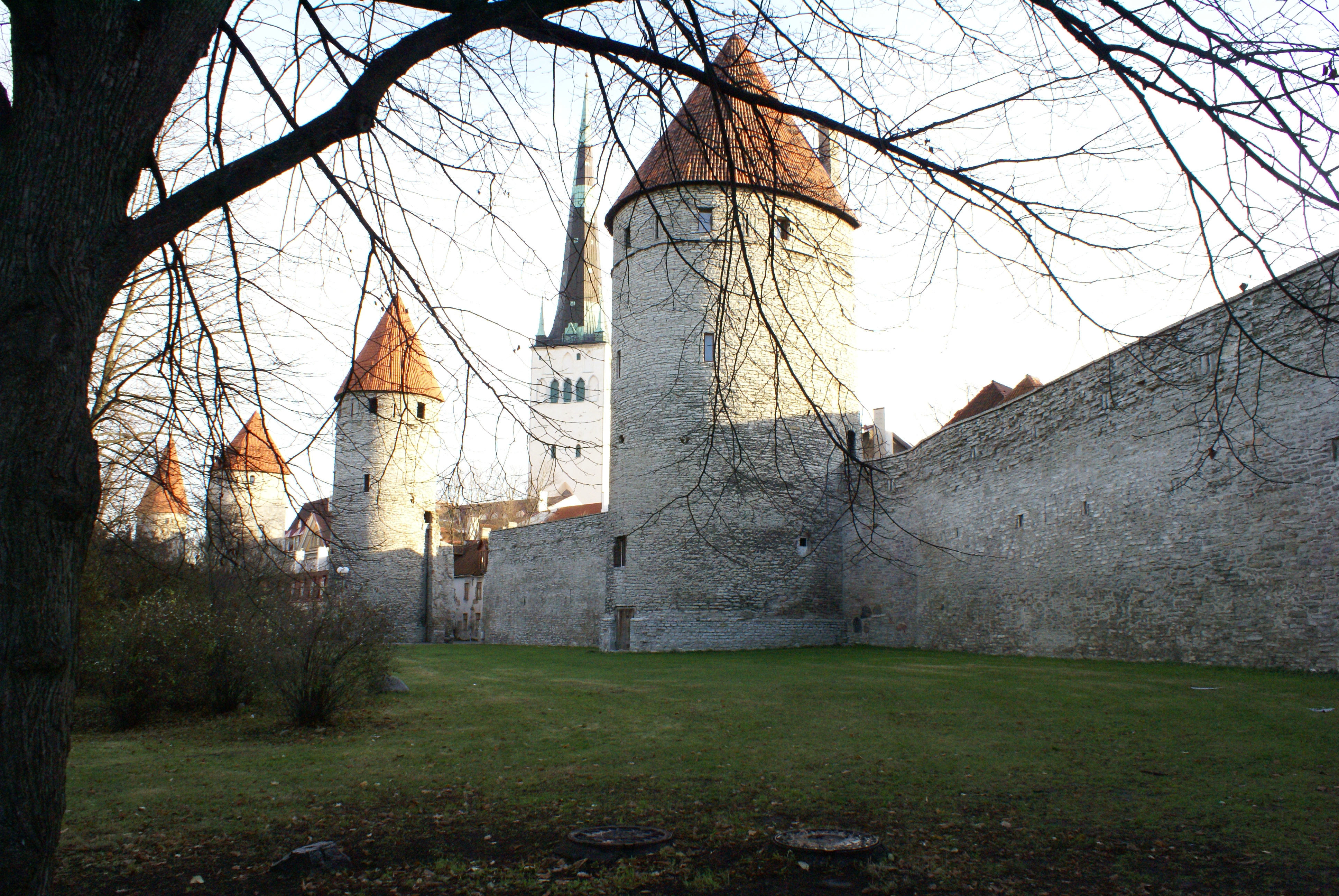
Mauern der Hansestadt Reval, jetzt Tallinn (Estland)
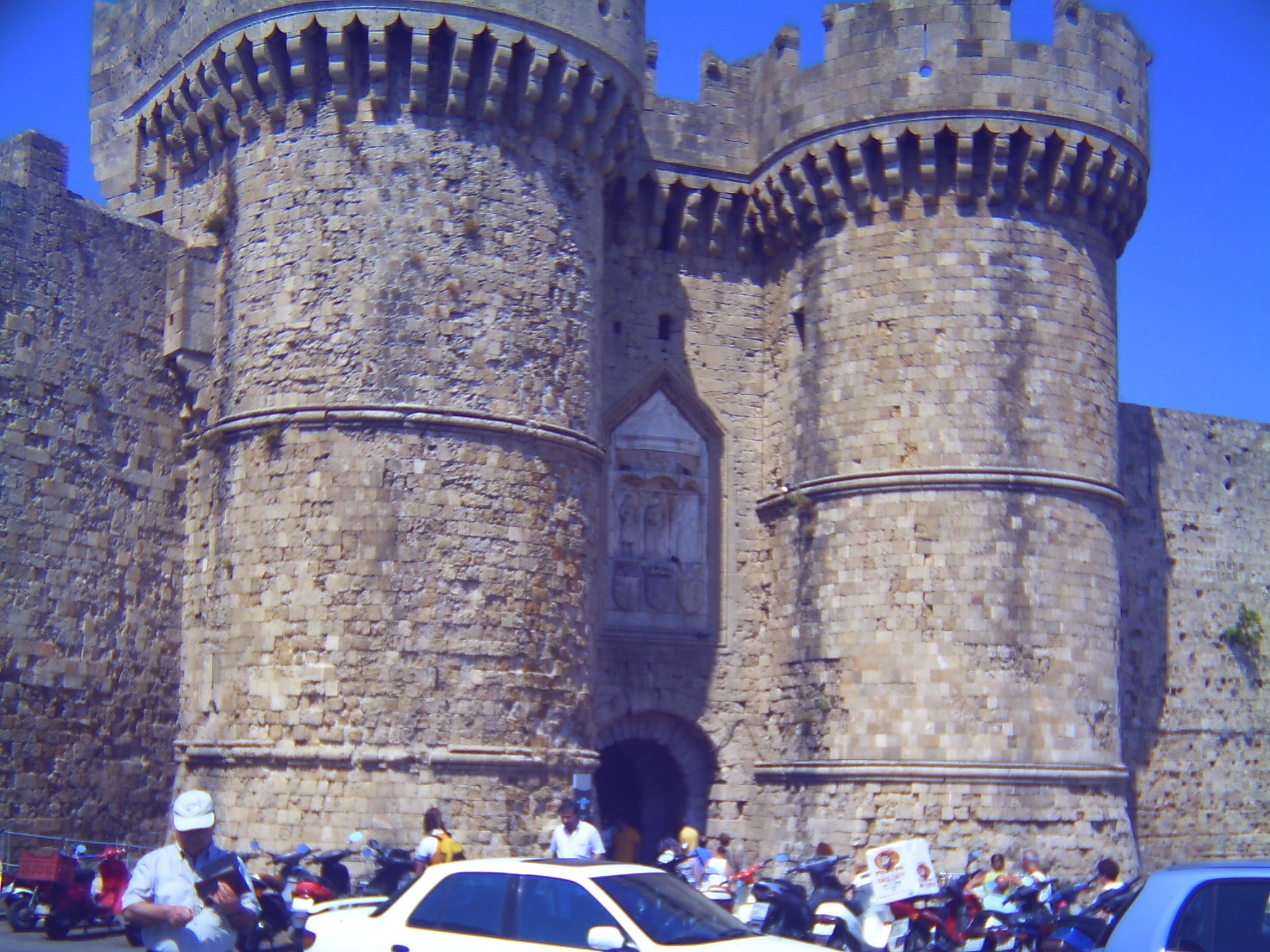
Rhodos (Stadt), (Griechenland)
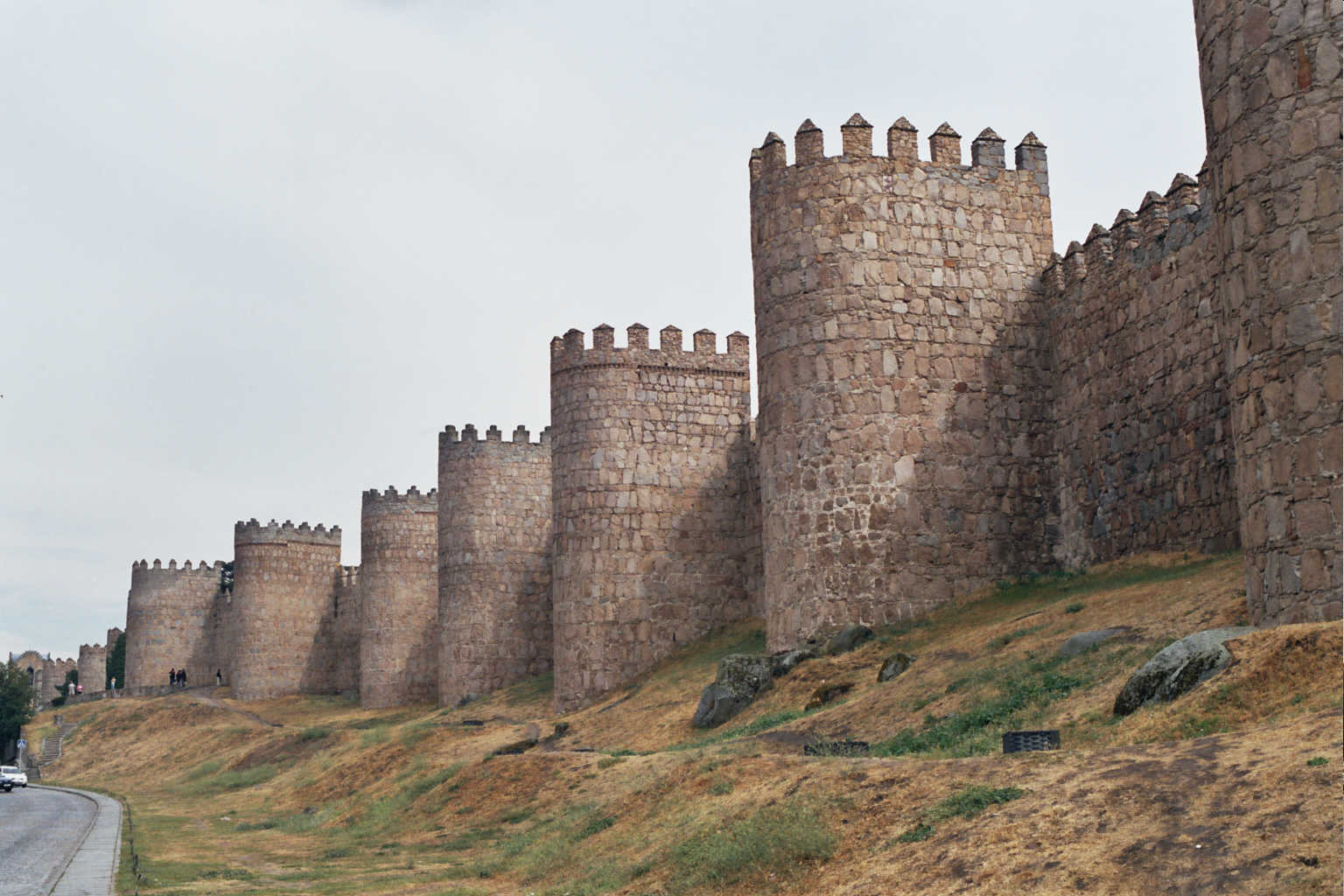
Ávila (Spanien)
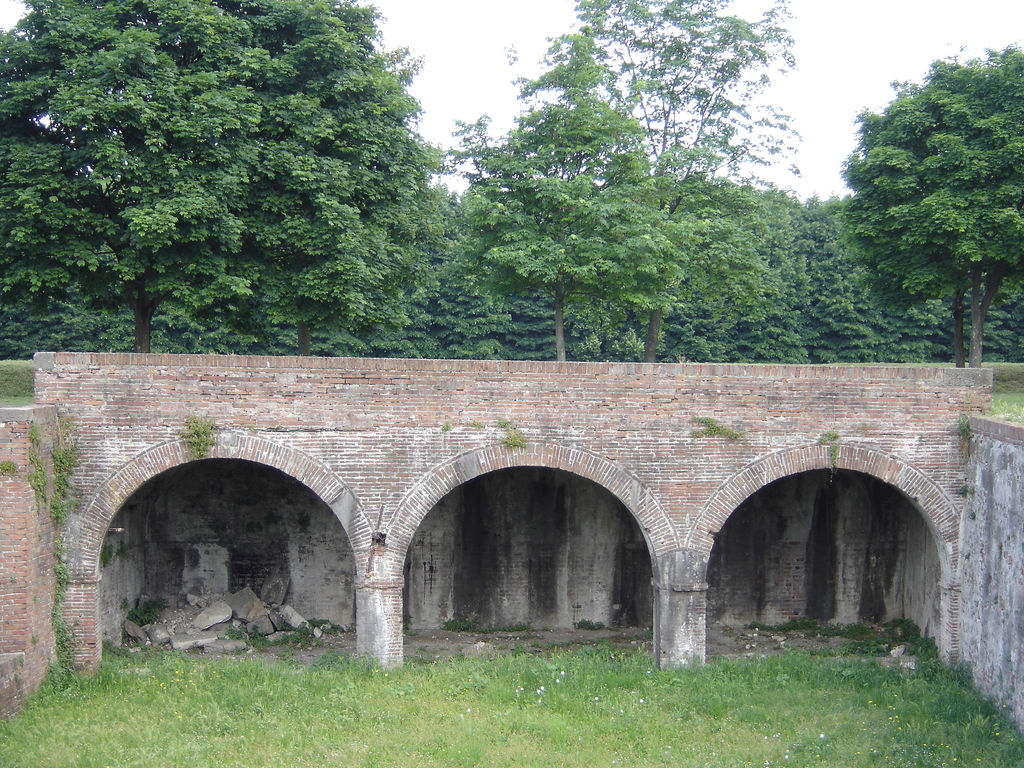
Lucca (Italien)
Der Stundturm von Sighişoara/Schäßburg (Siebenbürgen)
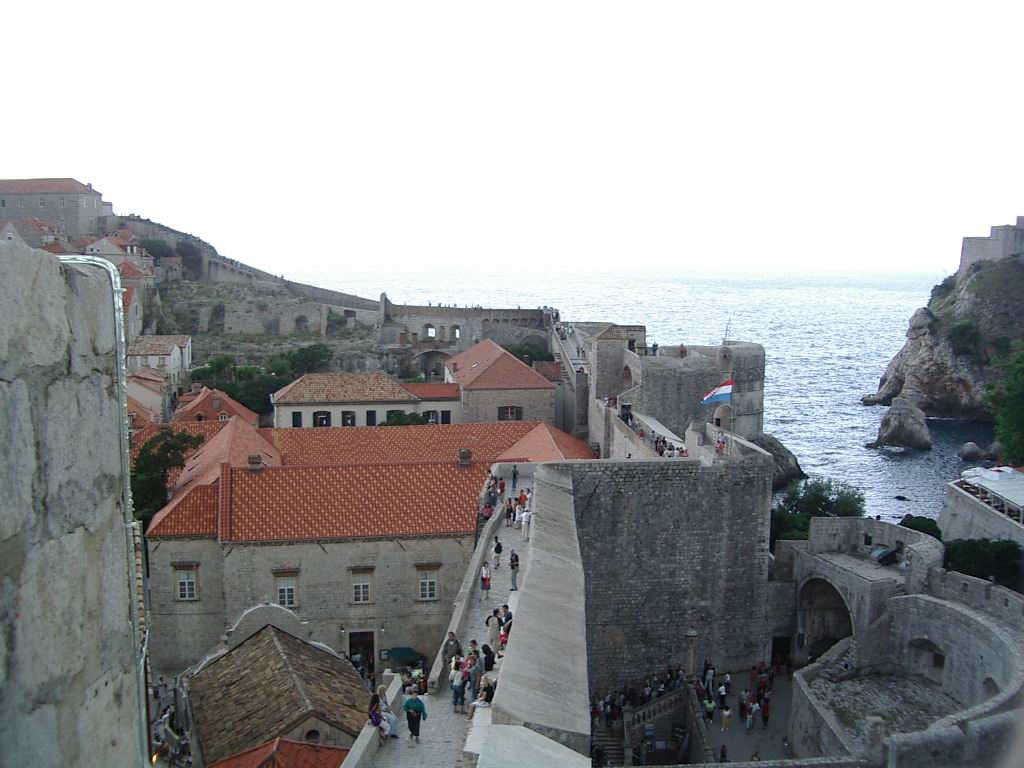
Dubrovnik (Kroatien)
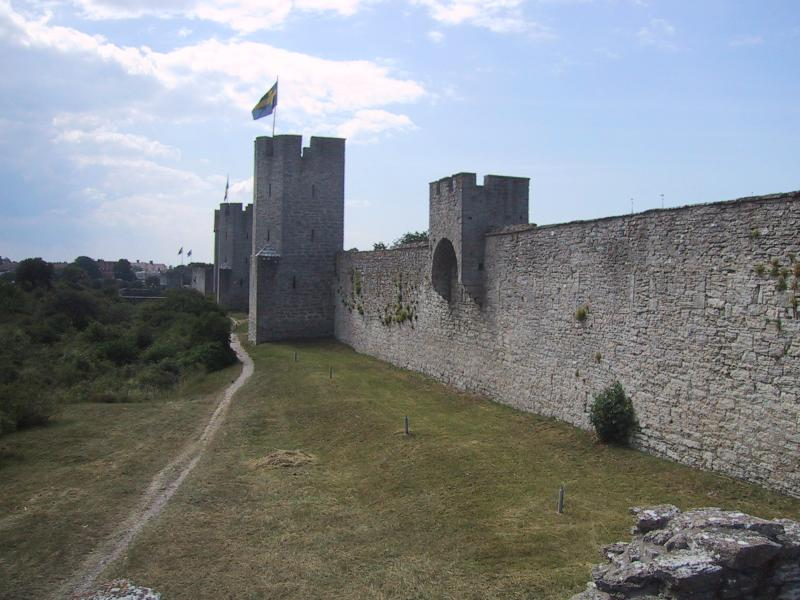
Visby (Schweden)
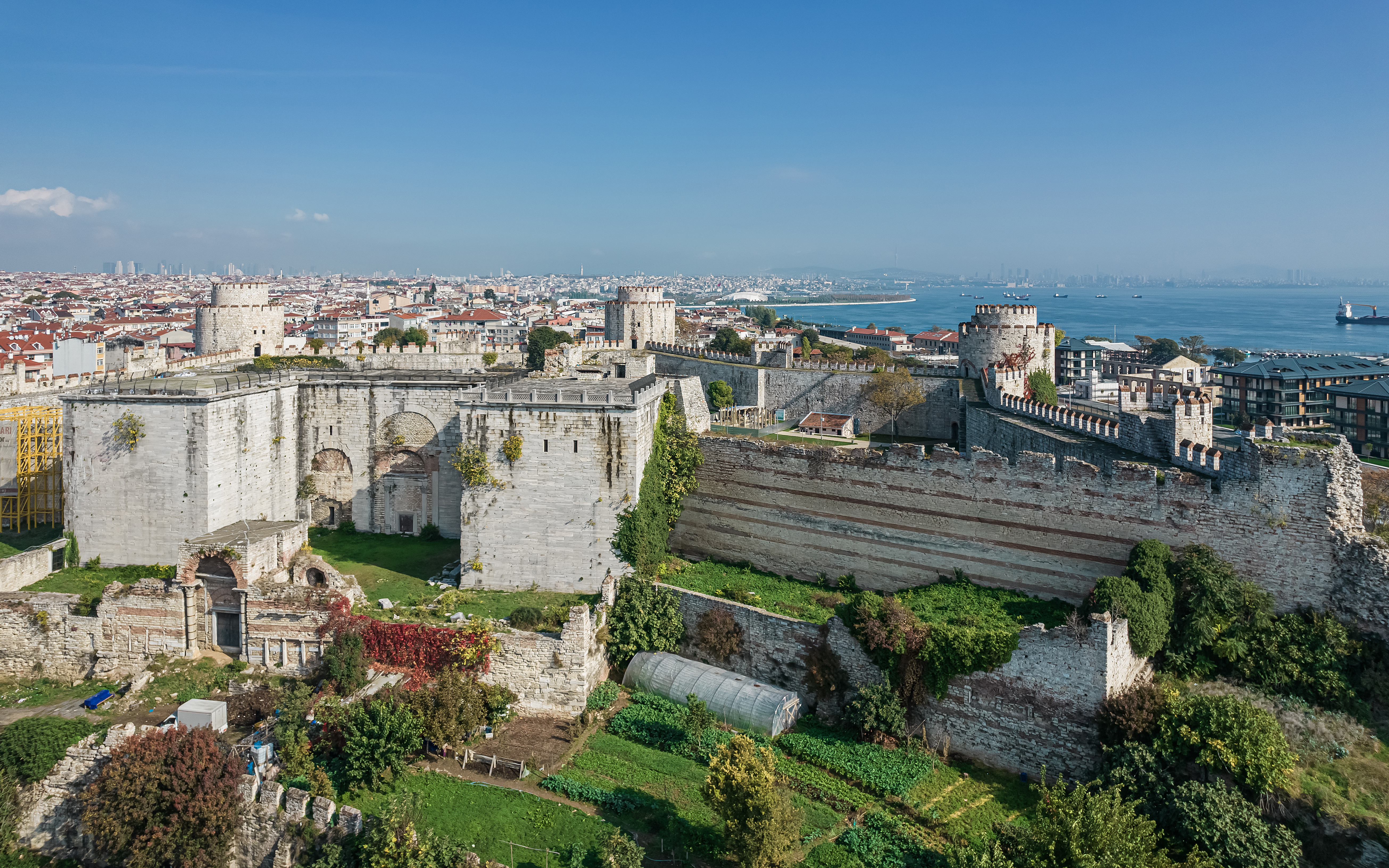
Goldenes Tor, Istanbul (Türkei)
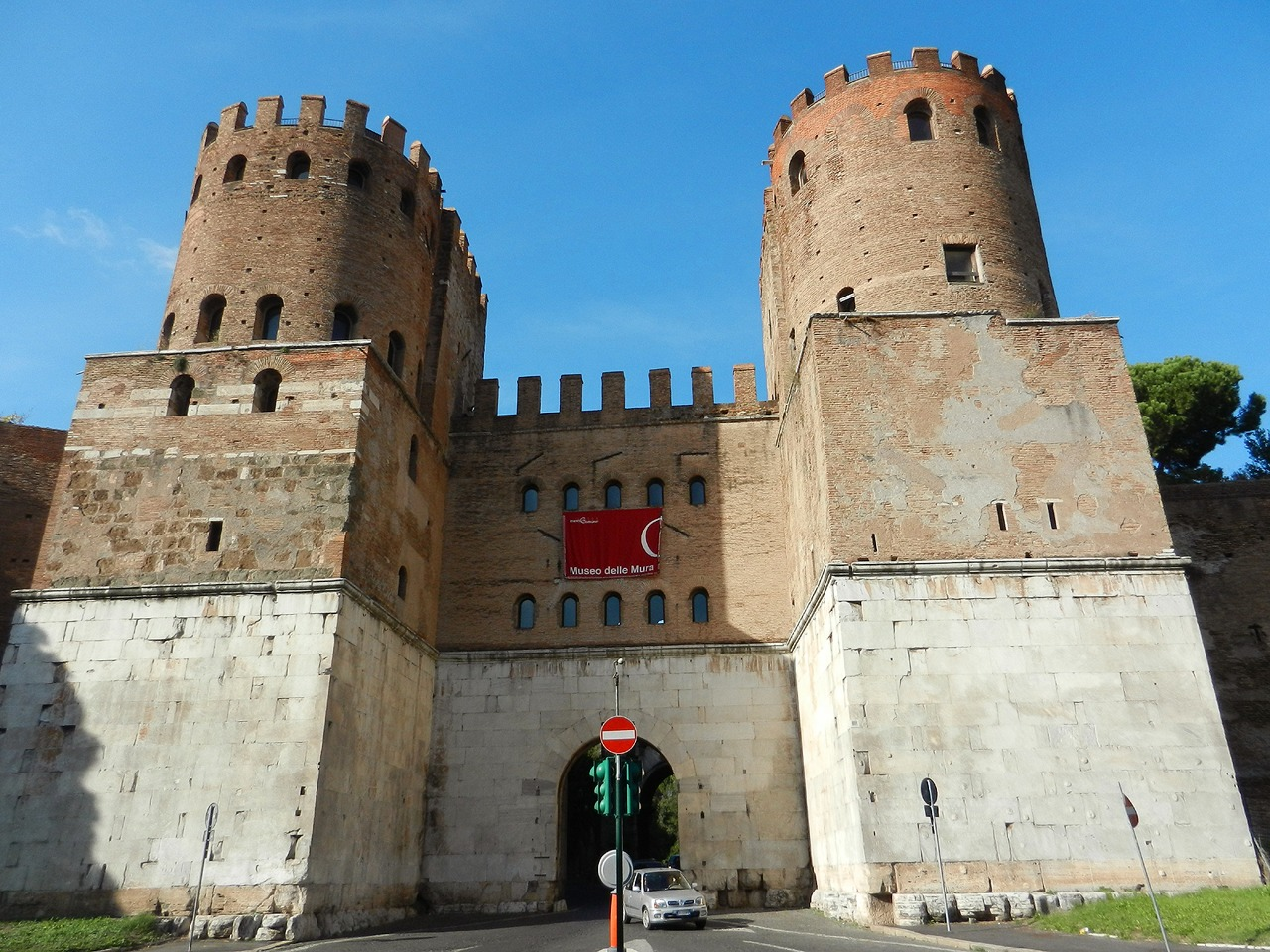
Porta San Sebastiano, Rom (Italien)

## Außereuropäische Stadtbefestigungen

### Afrika
- Fès (Marokko)
- Marrakesch (Marokko)

### Asien
- Diyarbakır (Türkei)
- Stadtmauern von Nikosia
- Altstadt von Jerusalem (Israel)
- Chiang Mai (Thailand)
- Hengchun (Taiwan)
- Lamphun (Thailand)
- Sukhothai (Thailand)
- Xi’an (VR China), siehe Stadtmauer von Xi’an
- Nanjing (VR China), siehe Nanjing

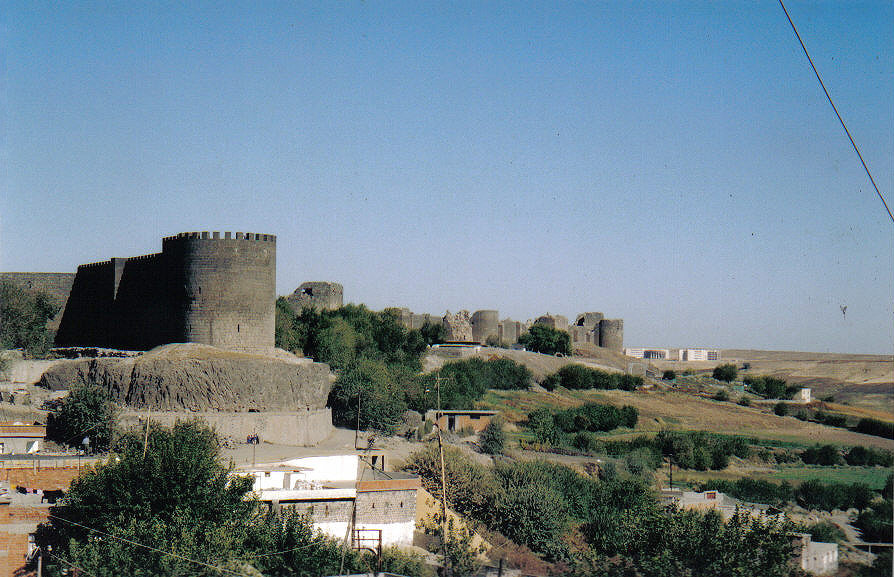
Die Stadtmauer von Diyarbakır
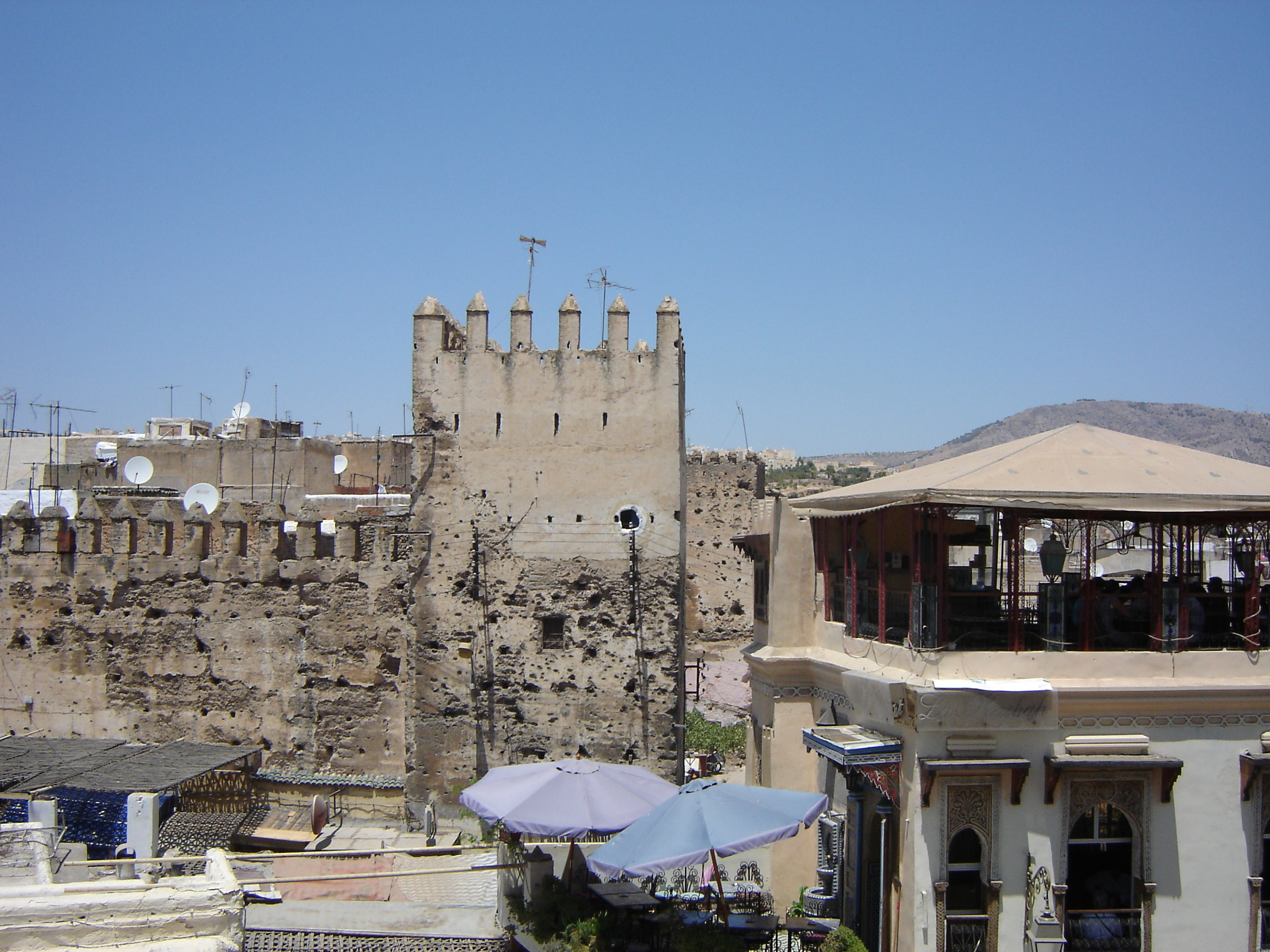
Fès (Marokko)
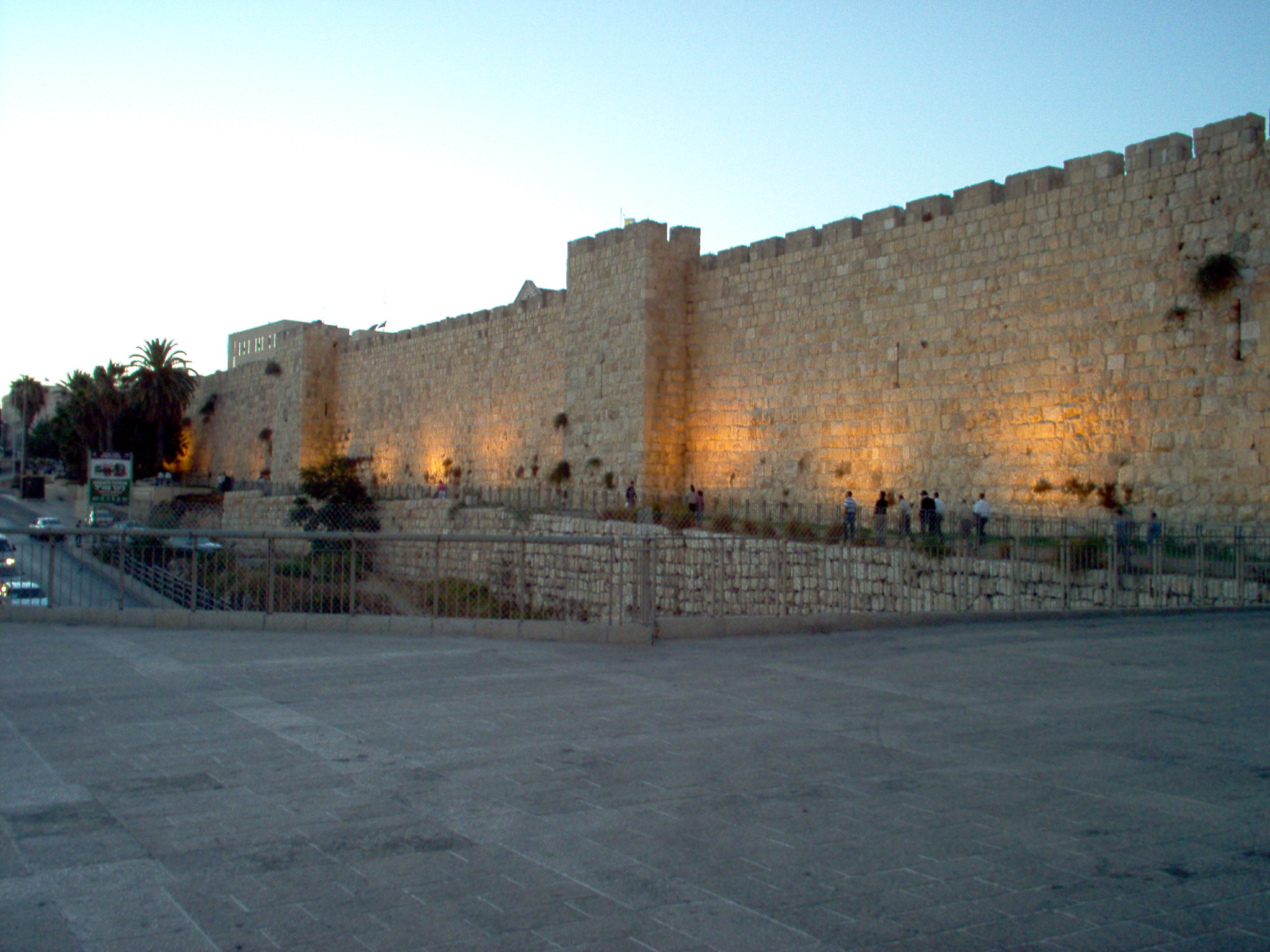
Jerusalem (Israel)
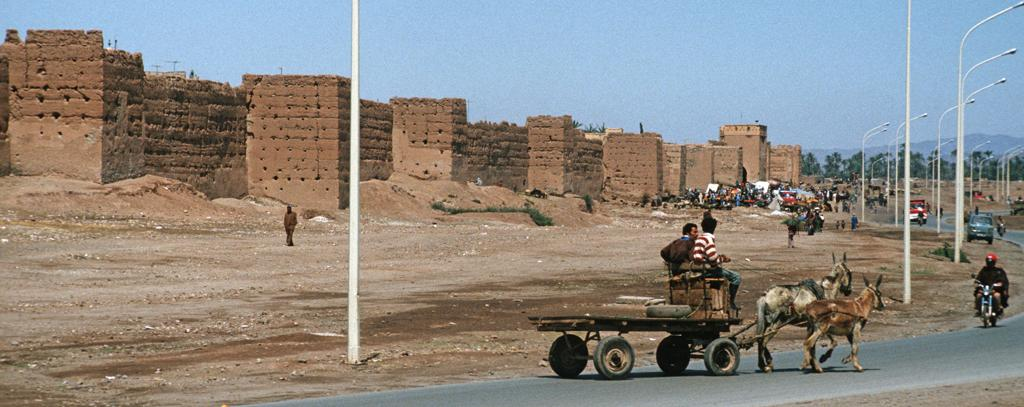
Marrakesch (Marokko)
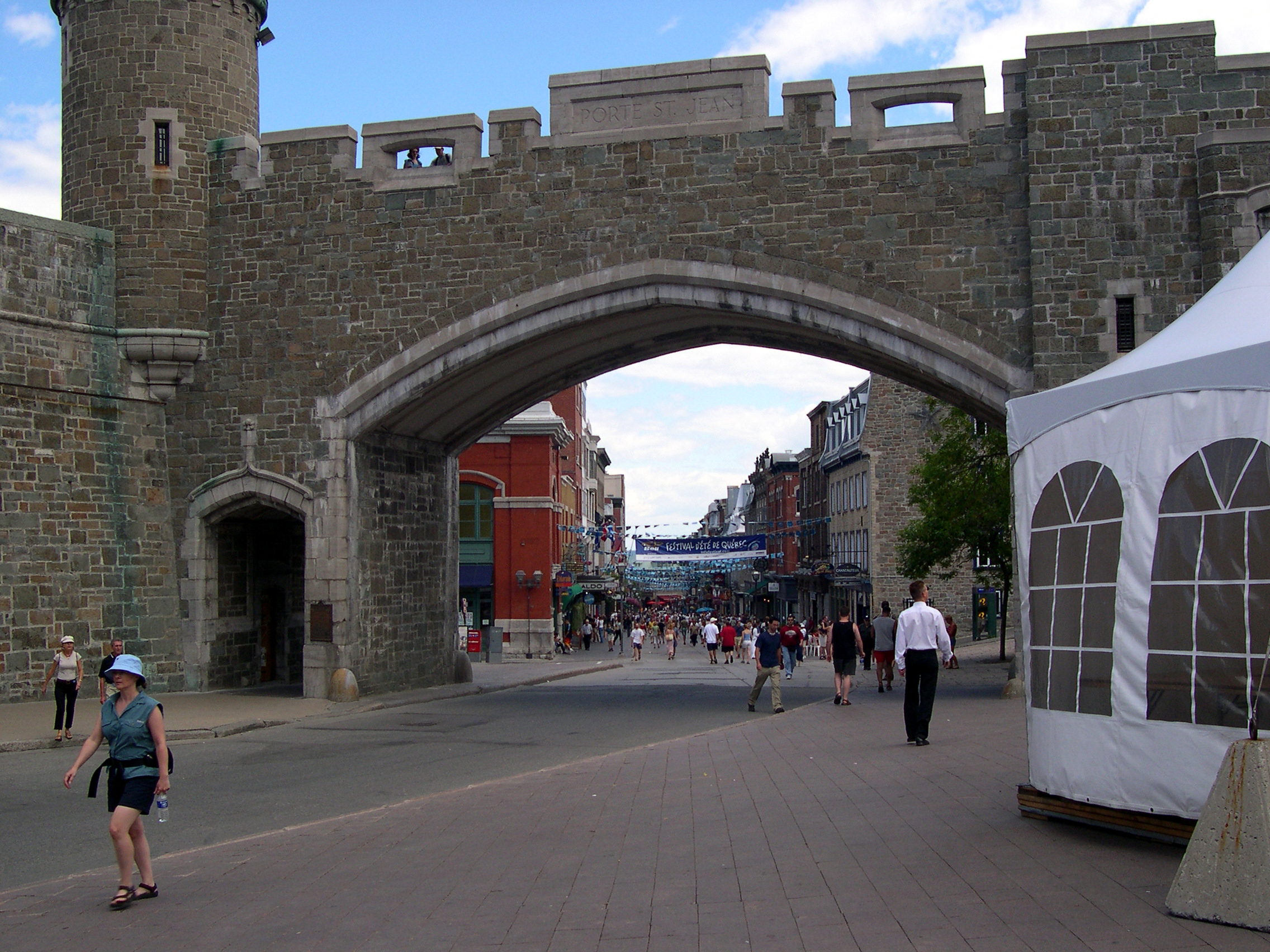
Québec (Kanada)
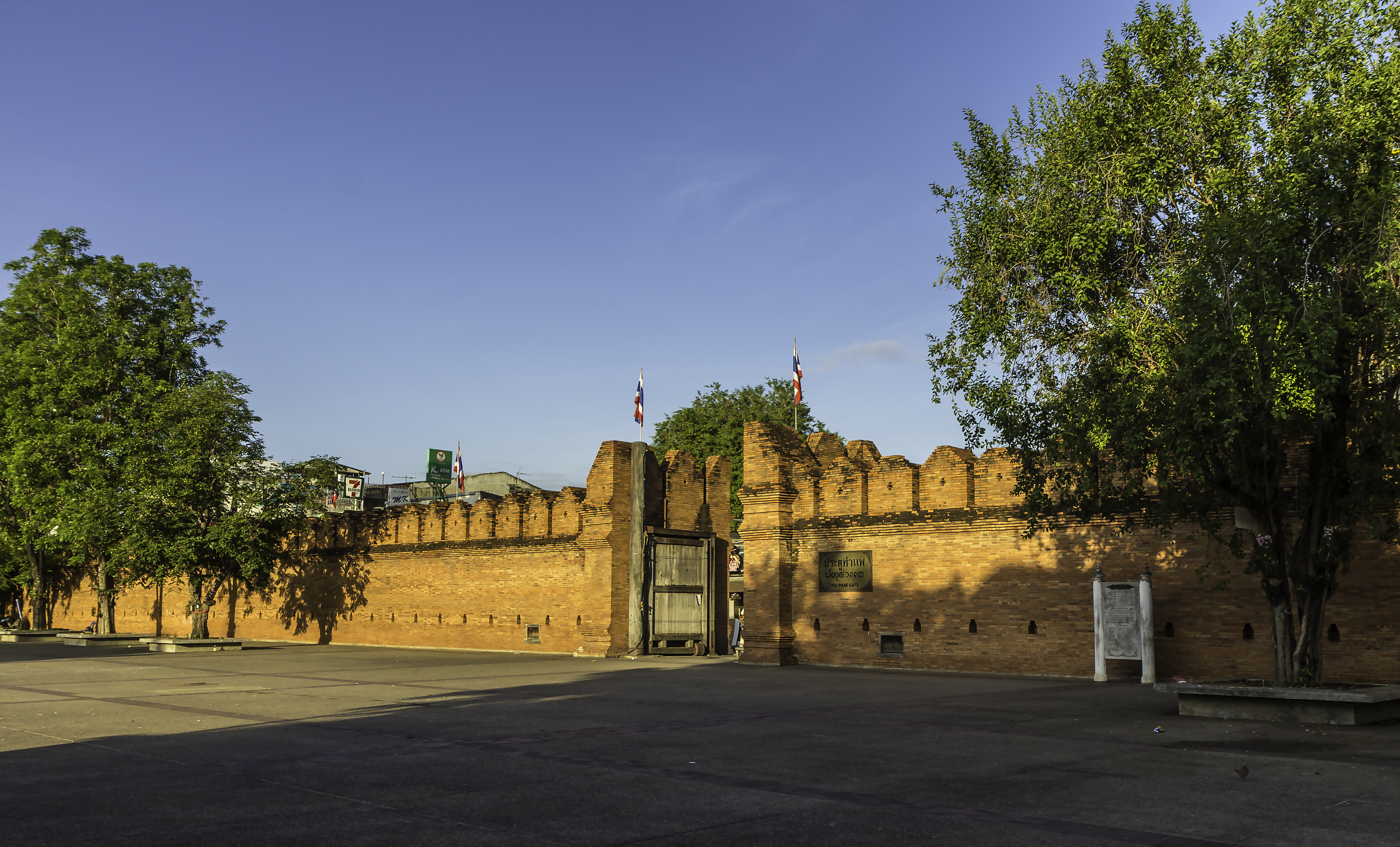
Chiang Mai (Thailand)
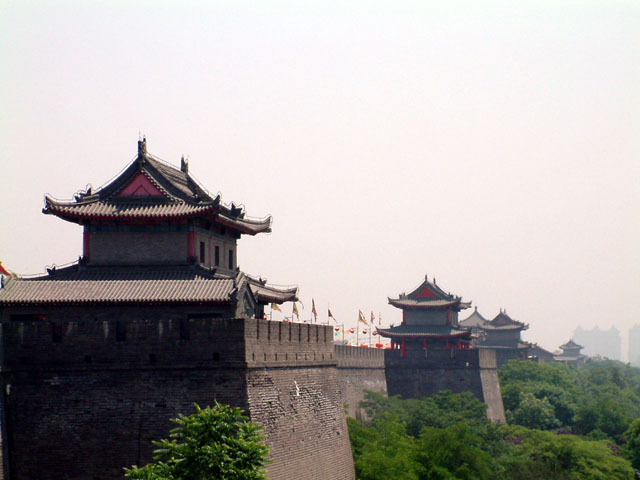
Xi’an (China)
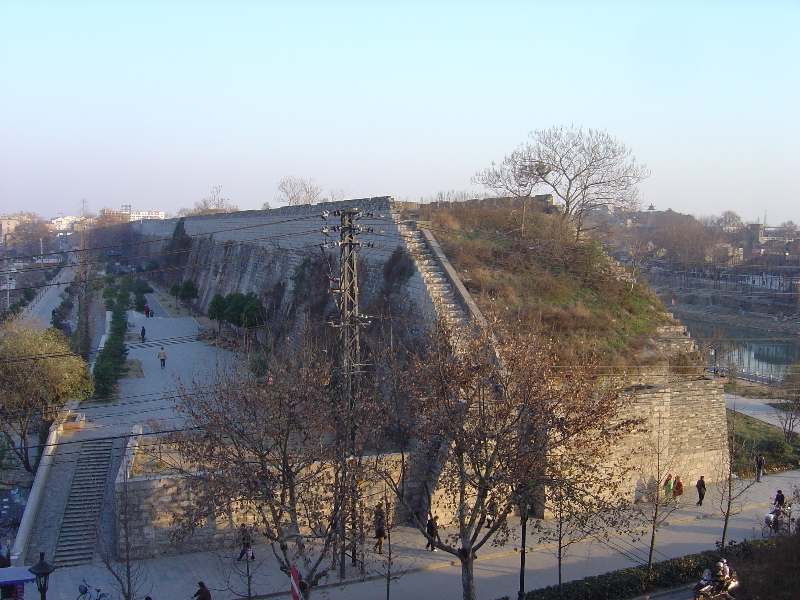
Stadtmauer der Mingzeit, Nanjing 2005

### Nordamerika
- Montréal
- Québec